# 古代エジプト文学

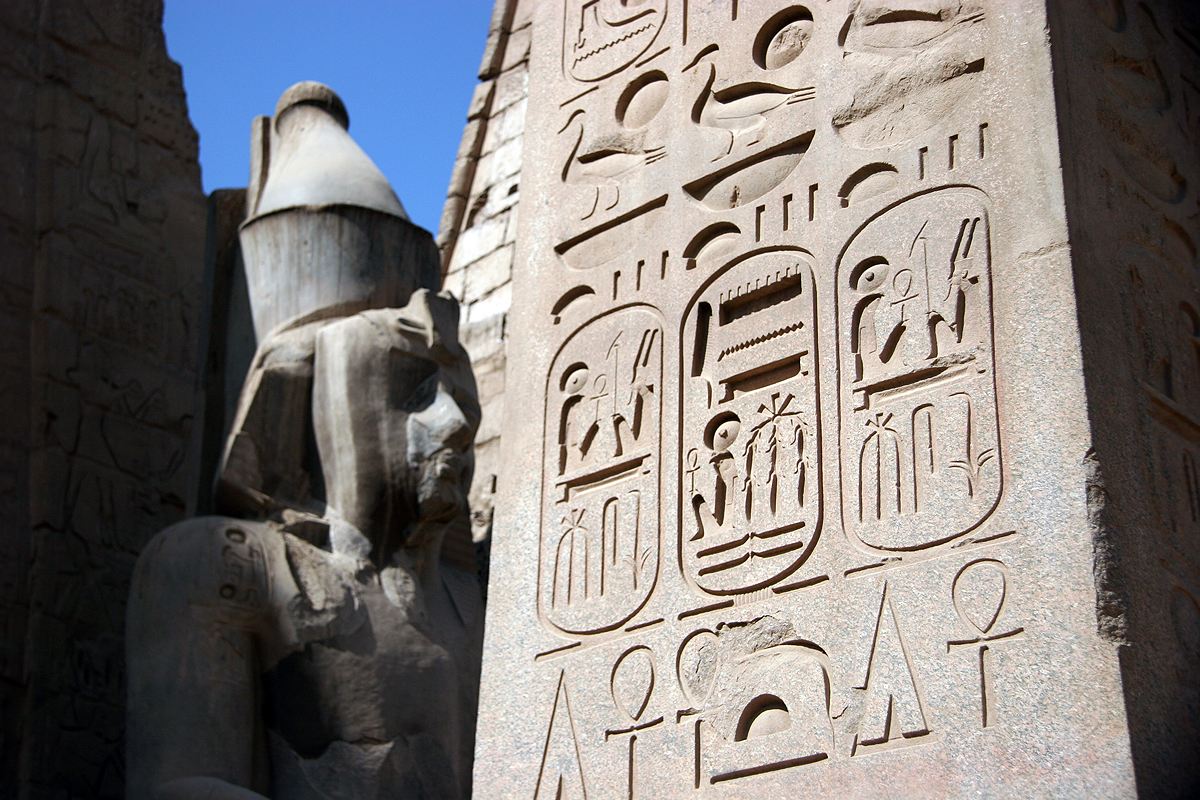
ラムセス2世の名前にカルトゥーシュを伴うヒエログリフ。エジプト新王国のルクソール神殿にて

古代エジプト文学（こだいエジプトぶんがく）は、古代エジプトの王朝時代からローマの属州であった時代の終わりまでにかけてエジプト語で書かれた、エジプト文学の源流をなす文学である。シュメール文学と共に、世界最古の文学と考えられている。ただし、「古代エジプトの文学」という場合、通常の「文学」より広い意味を有し、文字で記されたテクスト全般を「文学」として扱うことが多く、ピラミッドの内部や棺の内側に記される宗教文書も含めて研究されてきた経緯がある。
エジプト文字（ヒエログリフとヒエラティックの双方）は紀元前4千年紀後半、先王朝時代のエジプトの後期に出現した。紀元前26-22世紀のエジプト古王国の時代までには、葬礼文書 、書簡文学や手紙、宗教的な讃歌や詩、傑出した高位の行政官の経歴を列挙する自伝的追悼文などの文学的作品が存在していた。エジプトの物語文学が生まれるのは紀元前21-17世紀のエジプト中王国初期になってからである。これはリチャード・パーキンソンによれば、知的な書記官階級の勃興、個人に関する新しい文化的感受性、先例のない高い識字水準、文字資料へのアクセスなどの結果としてもたらされた「メディア革命」であった。しかしながら、識字率は全人口の1%にも満たなかった可能性がある。従って、文学の創造は選良によるものであり、官庁やファラオの王宮に付随した書記官階級に独占されていた。ただし、古代エジプト文学がどの程度王宮の社会政治体制に依存していたかについては現代の学者の間でも完全な意見の一致は得られていない。
エジプト中王国の音声言語である中期エジプト語が紀元前16-11世紀のエジプト新王国期には古典言語となり、この時期に新エジプト語として知られる地方語が初めて書き物に出現した。新王国の書記官たちは中期エジプト語で書かれた数多くの文学テクストを正典として写本し、中期エジプト語は神聖なヒエログリフのテクストを口誦するための言語であり続けた。「セバイト」（教訓）や伝説的な物語など、中王国時代のジャンルの一部は新王国でも一般的であり続けたが、預言的なテクストのジャンルは紀元前4-1世紀のプトレマイオス朝時代になるまで復興しなかった。人気のある物語としては『シヌヘの物語』や『雄弁な農夫の物語』、重要な教育的テクストとしては『アメンエムハト一世の教訓』や『愛国者の教訓』などがある。新王国時代までには、神聖な神殿や墓の壁に記された記念の落書きが独自の文学ジャンルとして繁栄するようになっていたが、これらにも他のジャンルと同様の定型的な表現が用いられていた。正当な著者を認知することは一部のジャンルでしか重要とされておらず、「教訓」ジャンルのテクストでは偽名が用いられ、有名な歴史的人物に偽って帰されていた。
古代エジプト文学は幅広い媒体によって保存されてきた。パピルスの巻物や束、石灰岩や陶磁器のオストラコン（破片）、木の筆記板、石造の記念建築、コフィン・テクスト（石棺に書かれた文章）などである。このような形で保存され、現代の考古学者たちにより発掘されたテクストは、古代エジプト文学の小さな部分を見せてくれるに過ぎない。ナイル川の氾濫原にあたる地域は湿潤な環境がパピルスとインクによる文書の保存に適さなかったため、あまり伝わっていない。他方で、数千年間に亘り埋もれ、隠れていた文学がエジプト文明辺縁の乾燥した砂漠地帯の集落から発見されている。

## 筆記、媒体、言語

### ヒエログリフ、ヒエラティック、デモティック

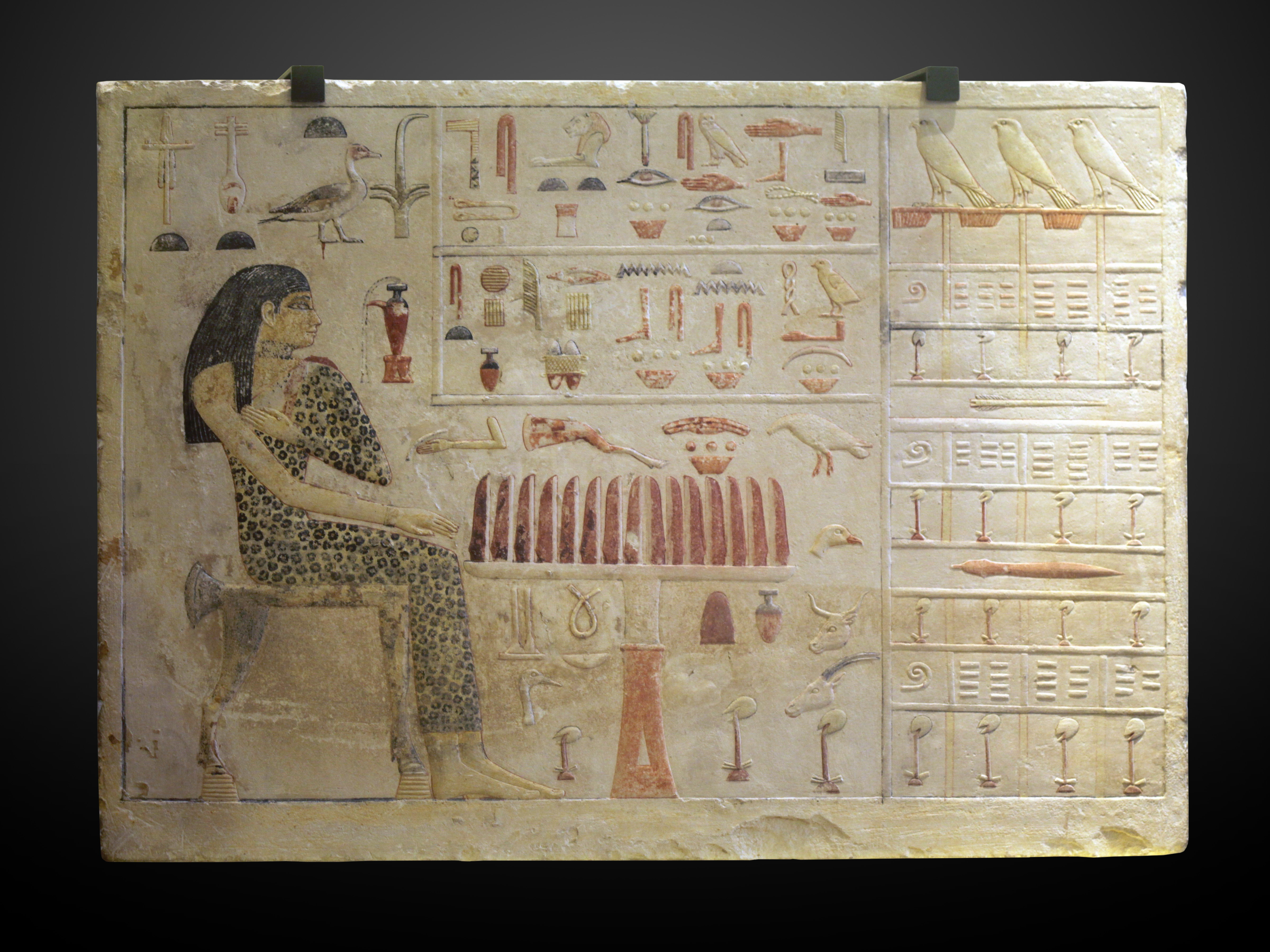
エジプト古王国の王女ネフェルティアベト(c. 2590-2565 BC)の平板石碑。ギーザにある墓にあり、石灰岩にヒエログリフが彫られ彩色されている

紀元前4千年紀後半のエジプト初期王朝時代までには、ヒエログリフ（聖刻文字）とその筆記体であるヒエラティック（神官文字）は充分に確立された文字体系となっていた。エジプトのヒエログリフは自然物の小さな芸術的絵であった。例えば、閂を表すヒエログリフはseと発音され、sの音を作り出した。このヒエログリフが他の1つまたは複数のヒエログリフと結合されると、音の組み合わせが作り出され、悲しみ・幸福・美・悪といった抽象的な概念を表すことができた。紀元前3100年頃の先王朝時代のエジプト末期のものとされるナルメル石板では、鯰と鑿のヒエログリフを組み合わせてナルメル王の名前を表している。
エジプト人たちはヒエログリフを「神の言葉」と呼び、その使用を葬礼文書を通じての神や死者の霊との交信といった高貴な目的に限定していた。ヒエログリフの語それぞれが、特定の物体を表すと同時に、その物体の本質を体現しており、神により創られより大きなコスモスの一部となっているものと認識されていた。香を薫くといった聖職者による典礼の行為を通じ、神官は魂や神々に、神殿の表面を飾っているヒエログリフを読めるようにしていた。第12王朝に始まる葬礼文書においては、墓の主である故人の魂は来世での糧の源として葬礼文書のテクストに依存しており、あるヒエログリフを損ねたり、省略したりすることは良くも悪くも故人に何らかの影響を及ぼすのだとエジプト人たちは信じていた。毒蛇やその他の危険な動物のヒエログリフを切断することは、そのもたらしうる危険を取り除く。しかしながら、故人の名前のうちいかなる部分でも取り除くことは、故人の魂が葬礼文書を読む能力を奪い、魂を生気のない物質へと運命づけてしまうと考えられていた。

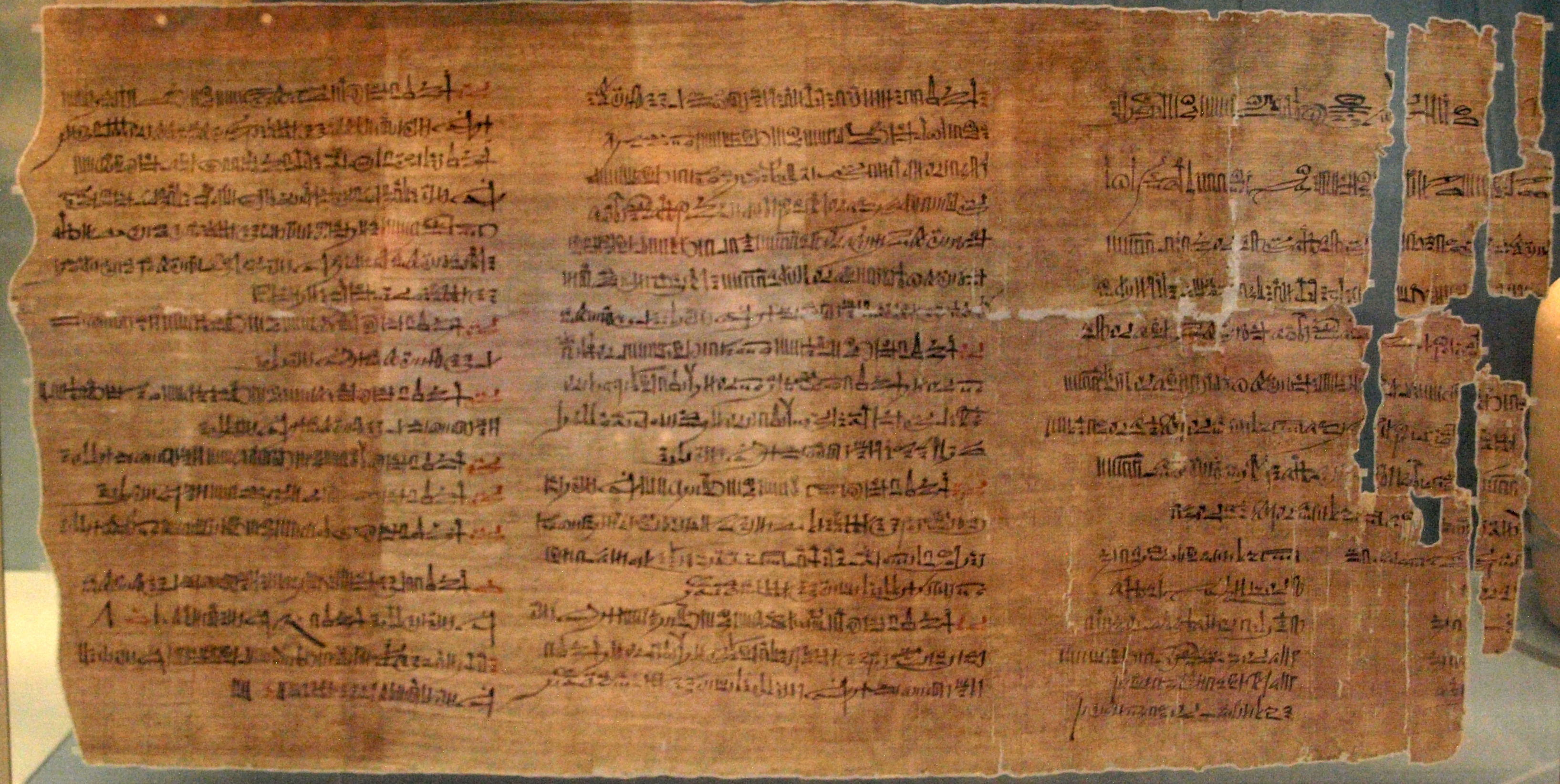
アボット・パピルス：ヒエラティックで書かれた記録文書。テーベのネクロポリスにある王家の墓の調査を記述している。ラムセス9世の即位紀元16年（紀元前1110年頃）のもの

ヒエラティックは、ヒエログリフを単純化した草書体である。ヒエログリフ同様、ヒエラティックも神聖な宗教的テクストに用いられた。ヒエラティックは、古代エジプト語がヒエログリフを用いて表現されるようになってから数百年後のエジプト古王国時代の初期にはすでに用いられており、パピルス文書や手紙などに用いられていた。紀元前1千年紀までには、筆記体のヒエラティックは葬礼パピルスや神殿の文書の大部分で用いられる書体となっていた。
ヒエログリフの筆記には極度の正確さと気配りが要求されたのに対し、草書体のヒエラティックは遥かに高速に書くことが出来たので書記官による記録管理により適していたのである。医学、数学、教育案内といった、王家用でなく、記念碑的でなく、それほど公式的でない用途向けの速記法として主に利用された。ヒエラティックは2つの異なった書体で書くことができた——1つは政府の記録や文学的手稿に用いられるよりカリグラフィ的な書体であり、もう1つは非公式な計算や手紙に用いられる書体である。
書記や神官がパピルスに文字を書くとき、ヒエログラフではひとつひとつの文字に時間がかかってしまうことから、文字の簡略化が進行してヒエラティックが生まれたと推定されるが、やがて互いの書体を比較したり、次世代の書記・神官に学ばせたりしながら、ある程度共通した文字のくずし方が共有されたものとみなされる。当初ヒエラティックの書体はヒエログリフに近いかたちを保っていたが、しだいに簡略化が進展し、エジプト中王国の時代にあっては原形をとどめるものは少なくなっている。このように、ヒエラティックの書体は長い年月のなかで時とともに変化したため、文献資料の年代決定に重要な役割を果たしている。
紀元前1千年紀の中葉までには、ヒエログリフとヒエラティックが依然として王家、記念碑、宗教、葬礼などの筆記に用いられる一方で、ヒエラティックよりもさらに草書的な新しい書体が日常的な非公式の書き物に用いられるようになった——デモティック（民衆文字）である。デモティックは、下エジプトにおいて紀元前7世紀以降に成立したものともみられており、いくつかのヒエログリフがひとまりまりになった内容を、ごくわずかな画数で表現したものである。
デモティックは、それまでのヒエラティックに代わり日常的な書類や、いわゆる文学作品をパピルスに記す際に用いられた。デモティックの登場により、ヒエラティックは宗教文書をパピルスやミイラの包帯に記すなど限定的に使用され続けることとなった。また、ヒエラティックとは異なり、デモクラティックはステラ（石碑）など恒久的にのこって長く後世に伝えることが期待された媒体にも使用された。ロゼッタ・ストーンにも、ヒエログリフおよびギリシャ文字とともにデモクラティックが刻されている。
古代エジプト人によって採用された最後の書体はコプト文字で、これはギリシア文字の改訂版であった。キリスト教がローマ帝国全体の国教となった紀元4世紀にはコプト文字が標準となった。ヒエログリフは異教の伝統の偶像崇拝的な図像であり、聖書正典の筆記には不適切なものであるとして放棄された。

### 筆記用具と素材

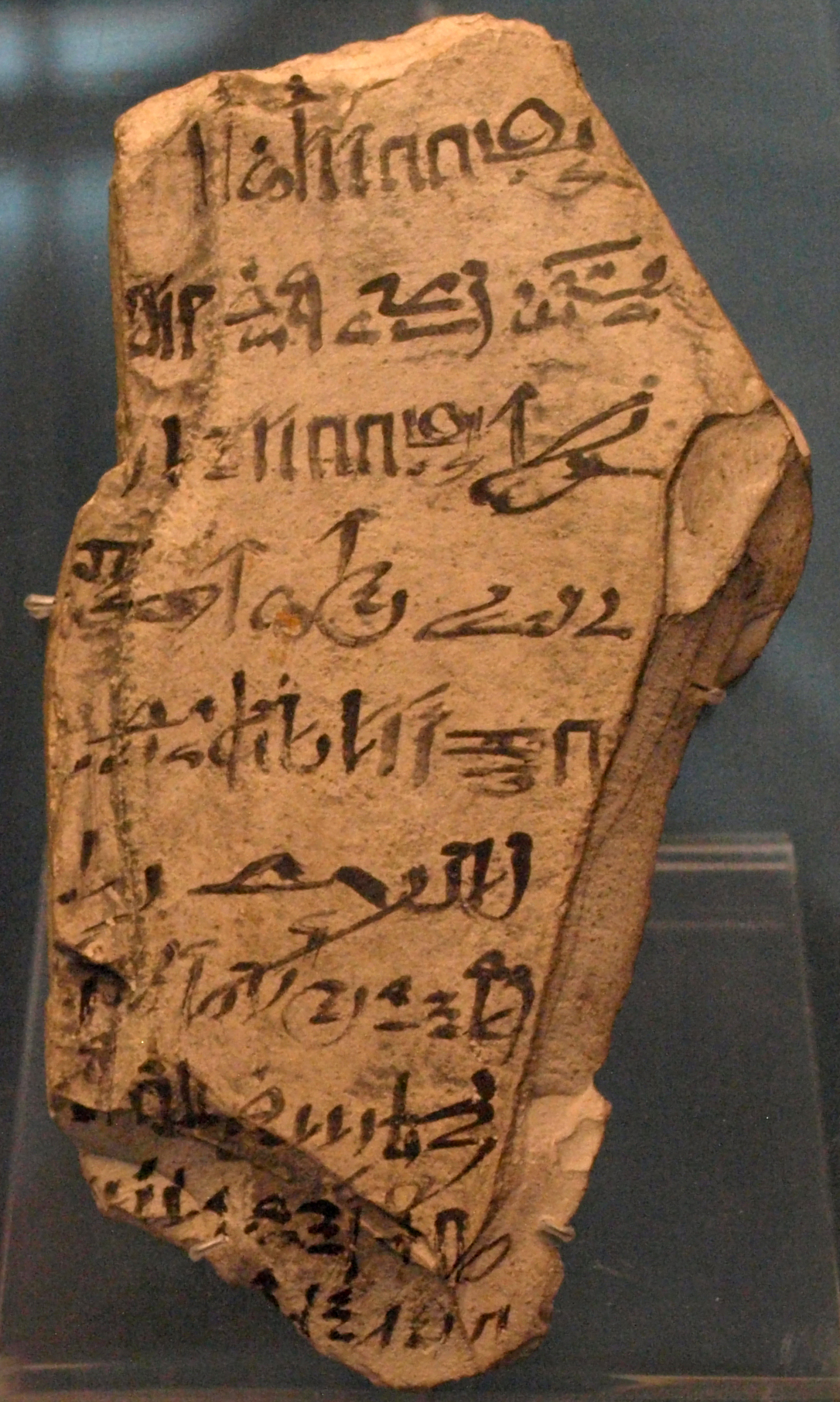
墓の視察と清掃に関与した役人に言及しているヒエラティックの書かれたオストラコン（石片）。第21王朝（紀元前1070-945年頃）期のもの

エジプト文学はさまざまな媒体を用いて書かれた。石に文字を刻むのに必要な鑿を別にすると、古代エジプトの主要な筆記具は葦ペン、つまり茎の端を傷付けてブラシのような形にした葦であった。葦ペンはパピルス草（カミガヤツリ）の髄を並べて叩き潰して製した薄い素材であるパピルスの巻物や、陶器や石灰岩の小さな破片であるオストラコン（シャード）に、カーボンブラックや赤の黄土の顔料で文字を書くのに用いられた。パピルスの多くはパリンプセスト、すなわち以前書かれていた内容を消して新しいものを書いた手稿として残っているので、パピルスは比較的高価な商品であったのであろうと考えられている。このことや、パピルス文書を破り取って小さな手紙を作ることが行われていたことは、パピルス草の生育する時期が限られていたためのパピルスの季節的な不足が生じていたことを推測させる。オストラコンや石灰岩片が短い書き物の媒体としてしばしば使われたのもこのためと考えられる。石や陶器のオストラコンやパピルスに加え、木や象牙や石膏も媒体として用いられていた。
アエギュプトゥス（ローマ帝国によるエジプト支配）の時代までには、エジプトの伝統的な葦ペンはグレコ・ローマン世界で主流であった筆記具によって取って代わられた——より短く、太く、ペン先のある葦ペンである。同様に、エジプト古来の顔料も、ギリシアの鉛によるインクに置き換えられていった。ギリシア・ローマの筆記具の採用はエジプト人の筆跡に影響を及ぼし、ヒエラティックの記号はより広い余白が取られ、より丸い飾り書きと、より明確な角を持つようになった。

### 書かれたものの保存
砂漠に築かれたエジプトの地下墓はパピルス文書の保存に最も適した保護環境であったと思われる。例えば、墓の主である故人の魂のための来世のガイドとなるべく墓に入れられた葬礼パピルスであった『死者の書』が多数、良好な保存状態で残っている。しかしながら、埋葬室に宗教的でないパピルスを入れる習慣があったのは中王国晩期から新王国の前半期にかけての時期のみであったので、保存状態の良い文学的なパピルスの大半はこの時期のものとなっている。
古代エジプトの集落の大部分はナイル川の氾濫原の沖積層に位置していた。その湿潤な環境はパピルス文書の保存には適さなかった。氾濫原よりも高地にある砂漠の集落や、エレファンティネ、エル・ラフン、エル・ヒバなどのような灌漑設備のない集落から、考古学者たちはより多くのパピルス文書を発見している。

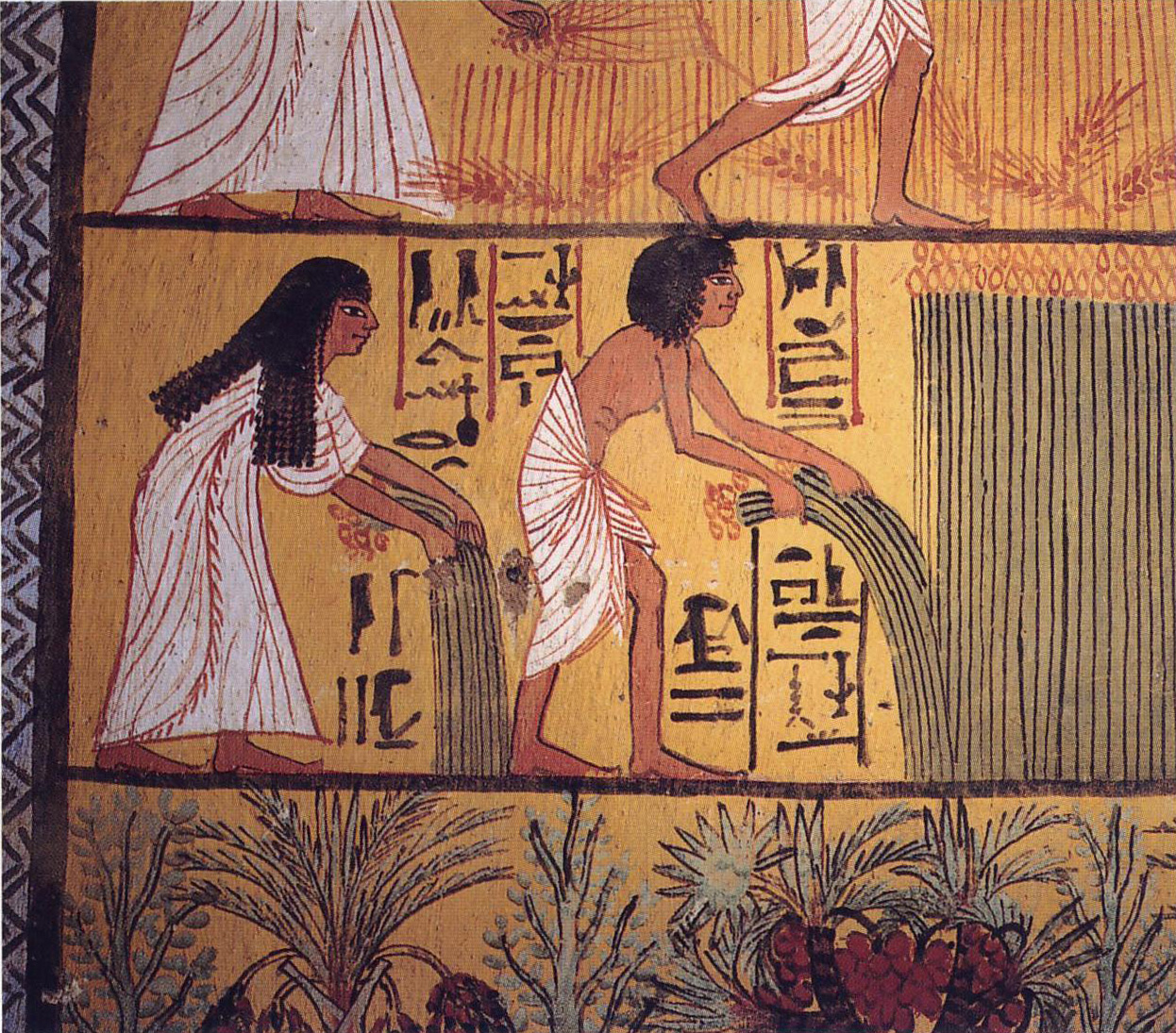
パピルス草を収穫するエジプト農民たち。デイル・エル・メディーナにあるラムセス時代初期（第19王朝）の墓の壁画より。

碑文のある石はしばしば建材として再利用され、片や陶器のオストラコンはその表面のインクが保たれるためには乾燥した環境が必要であった。
パピルスの巻物や束は箱に収めて保管されるのが普通であったが、オストラコンの方は日常的にゴミ捨て場に捨てられた。そうしたゴミ捨て場の1つがデイル・エル・メディーナのラムセス時代の村から偶然発見され、現在知られているオストラコンに書かれた私的な手紙の大多数が出土した。ペネロペ・ウィルソンは手紙、讃歌、虚構の物語、レシピ、商業的な領収書、遺言などを含むデイル・エル・メディーナで発見された幅広い文書について論じている。ウィルソンはこの考古学的発見を、現代のゴミ埋立地やゴミ箱をふるいにかけるのと同様なものと描写している。デイル・エル・メディーナの住民たちは古代エジプト人の標準からすると信じられないほど読み書き能力が高かったと指摘し、またこうした発見は「稀な状況と特殊な条件でしか」起こりえないのだと注記している。
ジョン・W・テートは「〔……〕エジプトの資料の残存には非常に大きなむらがあり〔……〕時間と空間の双方にこの保存の不均質さがある」と強調している。例えば、ナイル川デルタからの資料は全時代において欠乏しているが、テーベ西部からの資料はその全盛期以降のものが大量にある。テートはまた、テクストの中には多数の写本が作られたものもあれば、たった1つの写本から生き残ったものもあると指摘している。例えば、『難破した水夫の物語』には中王国時代の完全な写本が1つだけ残存している。しかしながら、『難破した水夫の物語』は新王国時代のオストラコン上の無数のテクスト片としても出現している。他の多くの文学的作品は諸断片、もしくは失われたオリジナルの不完全な写しを通じてのみ伝わっている。

### 古・中・新、およびデモティックのエジプト語

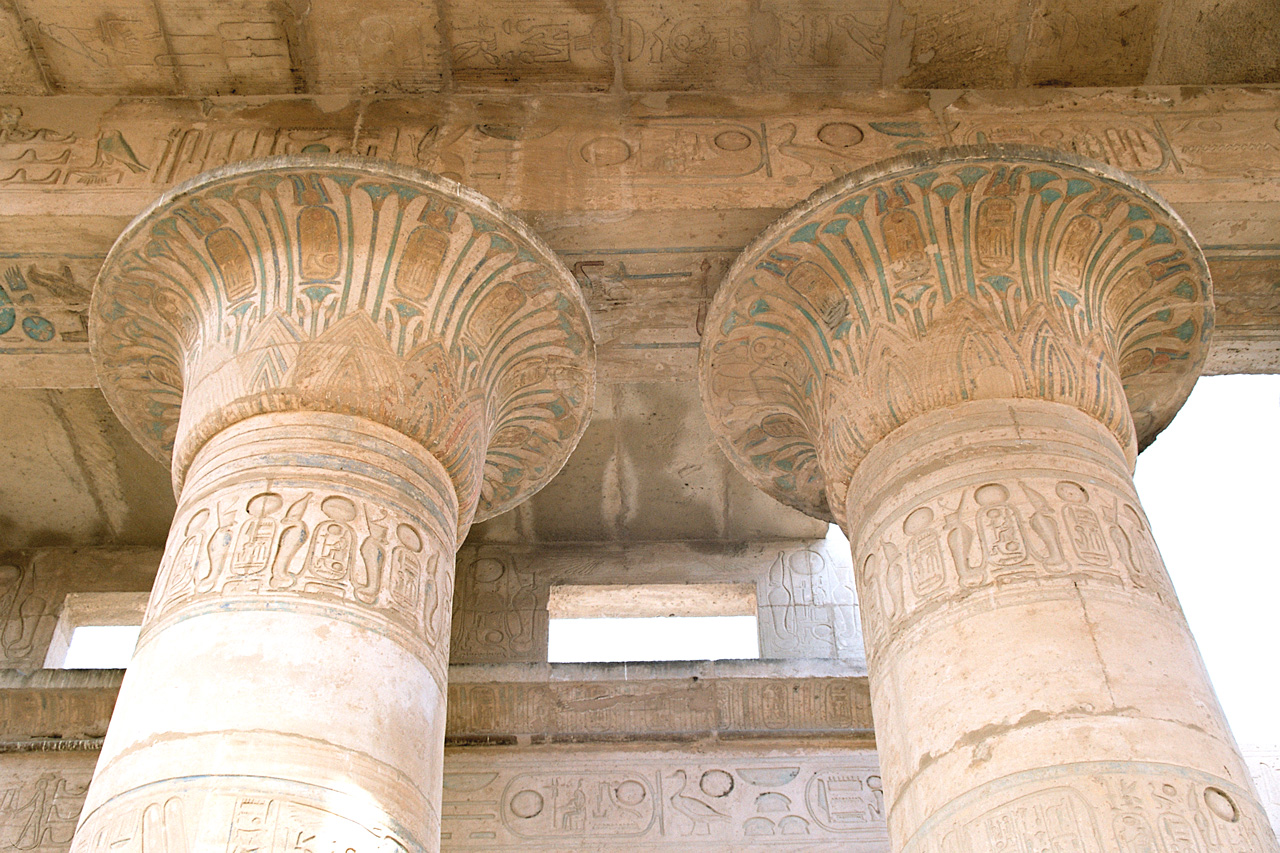
ヒエログリフが彫り込まれ彩色された石柱。 ラムセス2世の統治下（紀元前1279-1213年)に建造されたルクソールのラムセウムの多柱室にて

筆記は紀元前4千年紀末には既に出現していたが、短い名前やラベルを書くのに使われていたのみであった。繋がりのある文章の房が出現するのは紀元前2600年、古王国の初期になってからであった。この進歩は、エジプト語の最初の知られている段階の始まりであった——古エジプト語である。古エジプト語は紀元前2100年頃まで音声言語（話し言葉）であり続け、それから中王国の始まり頃に中エジプト語へと進化した。中エジプト語が古エジプト語と近縁関係にあった一方で、新エジプト語は文法構造上で大きく異っていた。新エジプト語は早ければ紀元前1600年には地方語として出現していた可能性があるが、紀元前1300年頃の新王国のアマルナ時代になるまで書記言語としては用いられなかった。紀元前7世紀までには新エジプト語はデモティックへと進化し、デモティックは紀元5世紀まで音声言語として話され続けたが、紀元1世紀から徐々にコプト・エジプト語へと置き換えられていった。
ヒエラティックはヒエログリフと並んで古・中エジプト語の筆記に使われ、新エジプト語では主要な筆記法となった。新王国時代までには中エジプト語は通常はヒエログリフの読み書きにのみ使われる古典言語となった。新王国以降の古代エジプトの歴史全体を通じ、中エジプト語は歴史記録、自伝的追悼文、宗教的讃歌、葬礼の呪文といったより高貴な形式の文学に用いられる音声言語であり続けた。しかしながら、中エジプト語で書かれた中王国の文学を後の時代にヒエラティックで書き直すことも行われた。

## 文学の役割——社会的、宗教的、教育的

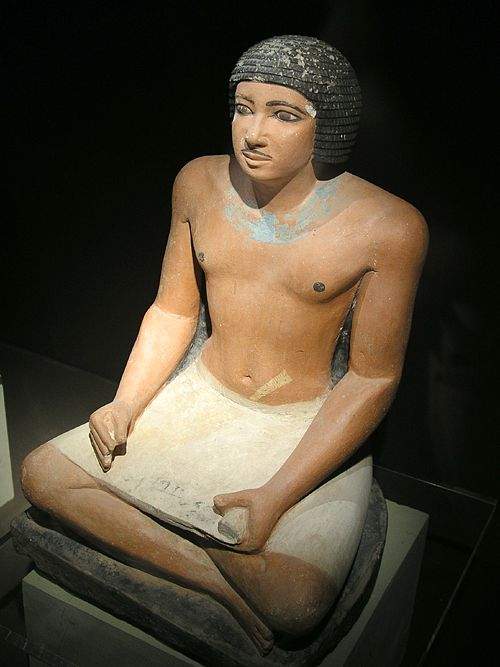
パピルスの文書を膝に載せたエジプト人書記官の座像。ギーザのにて発見。第5王朝（紀元前25-24世紀）

古代エジプトの歴史を通じ、読み書きは公職に就くための主要な必要条件であったが、政府高官は日常業務で選良の補佐を受けていた。ラムセス時代の第1アナスタシ・パピルスからも明らかなように、ウィルソンによれば、書記官は「〔……〕湖の掘削や煉瓦の傾斜路の建設を準備したり、オベリスクを輸送するのに必要な人員を決定したり、軍事活動の補給を手配したり」といった仕事までをも期待されていた。政府による雇用の他に、手紙の下書き、販売報告、法的文書の作成などといった書記官の業務は文盲の民間人からもしばしば求められていたであろう。識字率は人口のわずか1%に過ぎなかったと考えられている。残りの99%は文盲の農夫、牧夫、職人、その他の労働者、並びに書記の補佐を必要とする商人たちなどであった。肉体労働者に対する書記官の特権的地位はラムセス時代の教育的テクストの一般的な主題であり、『職業の風刺』（『ドゥアケティの教訓』とも）では例えば陶工、漁師、洗濯夫、兵士などの卑しく望ましからぬ職業が嘲笑され、書記官の職業が賛美されている。

書記官階級は文学的古典を維持、継承、正典化し、また新しい作品を書く務めを負う社会集団であった。『シヌヘの物語』や『アメンエムハト一世の教訓』のような古典作品は、筆記の教育上の訓練として、また書記官階級として要求される倫理・道徳的価値を植え付けるためとして生徒たちによって筆写が行われた。「教育」ジャンルの知恵文学が中王国時代にオストラコンに書かれた教育的テクストの大半を占める。『シヌヘの物語』や『ネフェルカラー王とサセネット将軍』のような物語は、新王国になるまでは学校での練習として筆写されることはほとんどなかった。ウィリアム・ケリー・シンプソンは『シヌヘの物語』や『難破した水夫の物語』のような物語を「物語の形を取った教訓や教育」であると説明している。こうした物語の主人公は、家を愛することや自立することなどといった当時受け入れられていた美徳を体現しているのである。
書記官の職業外でも読み書きができ、古典文学に接していた例もいくつか知られている。第20王朝時代にデイル・エル・メディーナで働く製図工であったメネナは中王国の物語『雄弁な農夫』と『難破した水夫の物語』の数節を反抗的な息子に説教をする手紙の中で引用している。メネマの（ラムセス時代の）同時代人で、第1アナスタシ・パピルス内の風刺的手紙の作者であった書記官ホリは、書記官でない、中途半端にしか教育を受けていない人間による似つかわしからぬやり方で『ハルドジェデフの教訓』を引用したことで受取人を戒めている。ハンス＝ヴェルナー・フィッシャー＝エルフェルトはこの素人による正統文学への侮辱と受け取られているものをさらにこう説明している——
ラムセス時代の書記官の一部が自身の大なり小なりの古代文学の知識を示さねばならないと感じており、そのようにしてなされたホリによる攻撃は、これらの敬うべき諸作品は十全な形で知られるべきであり、過去から通俗的な格言を意図的に切り出す石切場のようなものとして不正に用いられてはならないという考えを明らかにしている。当時の古典は、引用する前に完全に記憶し十全に理解されねばならなかったのである。

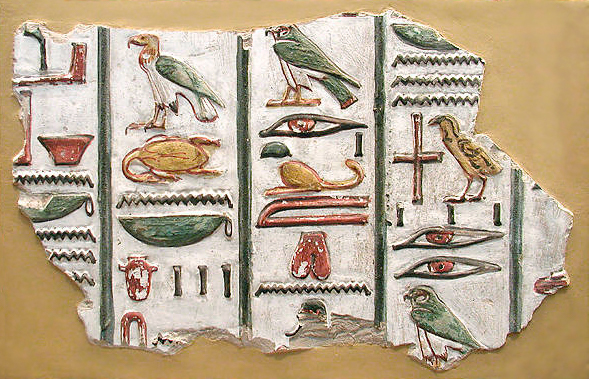
セティ1世葬祭殿のヒエログリフ。現在はカルナック神殿の大列柱室にある

テクストを聴衆に向け音読することが行われていたという、少数だが確かな証拠がエジプト文学と古代エジプト美術に残されている。口頭のパフォーマンスを意味する言葉「朗読」(šdj)は、伝記、手紙、呪文に結び付けられるのが通例であった。「歌唱」(ḥsj)は、頌歌、恋愛詩、葬礼のラメント、およびある種の呪文に用いられた。『ネフェルティの予言』のような講話文は選良たちの集まりで朗読されることを意図されていたと推測される。紀元前1千年紀の、ペティエゼの功績を中心としたデモティックによる短篇物語群では、各物語は「ファラオを前にした声」というフレーズで始まっており、このことは朗読者と聴衆がテクストを読む場に関与していたことを示唆している。一部のテクストでは政府高官や王宮の人々が架空の聴衆として言及されているが、より広い、文盲の聴衆たちもまた存在していたものであろう。センウセレト1世（治世：紀元前1971-1926年）の墓石では、集まって墓碑銘を「朗唱」する書記官に耳を傾ける人々について明確に言及している。
文学はまた宗教的な目的にも奉仕した。古王国のピラミッド・テクストに始まり、墓の壁や後には石棺に書かれた葬礼文学、墓に納められた『死者の書』、などは死者の魂を護り、来世での糧となるよう作られていた。魔術的な呪文、文句、叙情的讃歌などの使用も含まれていた。王家以外の墓から発見された、葬礼に関係しない文学テクストの写しの存在は、死者が来世でそうした教訓テクストや物語を楽しむのだと考えられていたことを推測させる。
文学の創造の大部分は男性の書記官の仕事であったが、女性によって書かれたのであろうと考えられている作品も存在する。手紙を書く女性への言及が複数存在し、また女性が送りもしくは受け取った私的な手紙も発見されている。しかしながらエドワード・F・ウェンテは、手紙を読む女性に関する明確な言及が存在していても、女性が他の誰かを雇って文書を書かせた可能性があると主張している。

## 年代決定、設定、作者

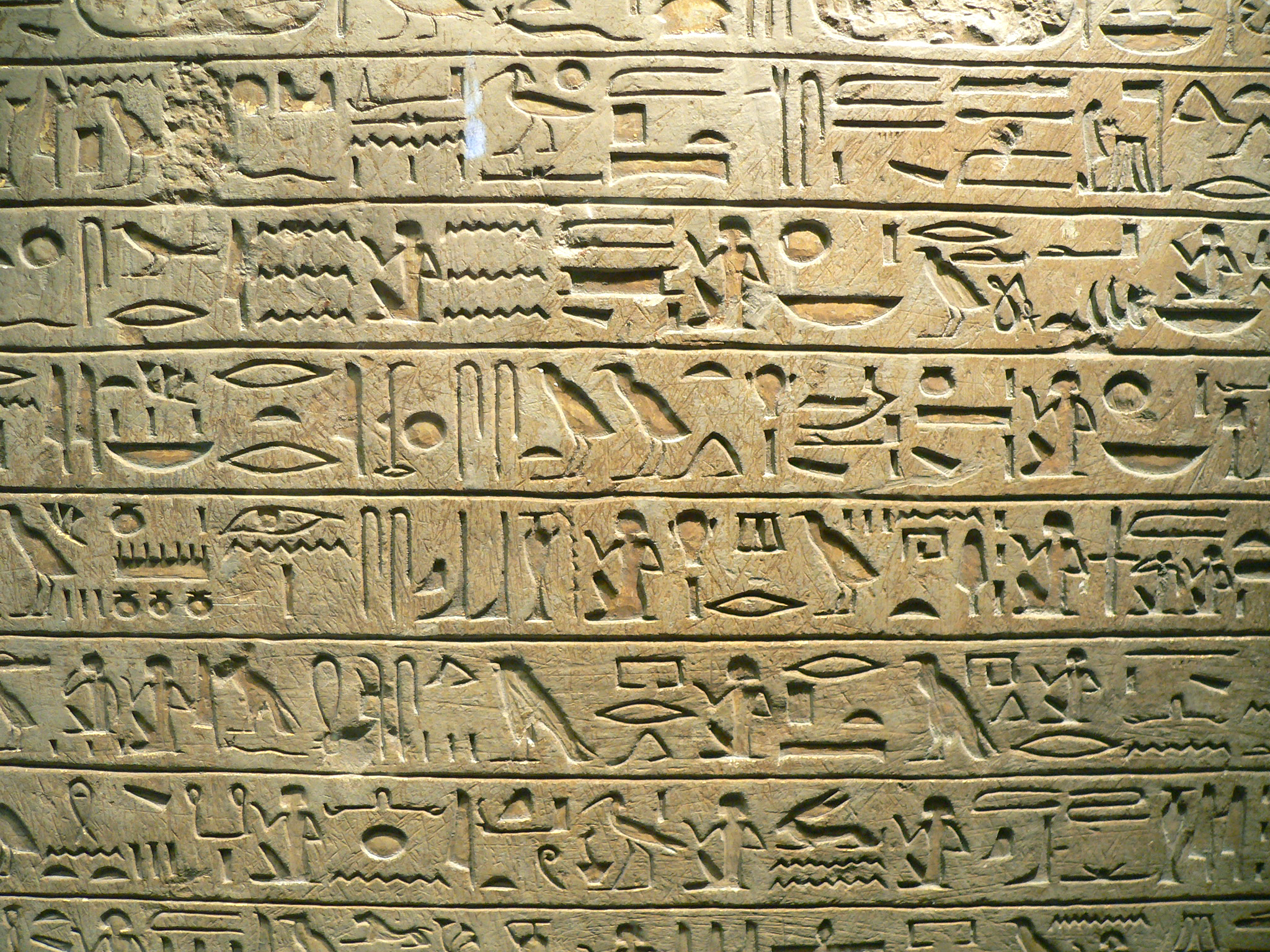
書記官の長ミンナクトの石碑、ヒエログリフの銘。アイの治世（紀元前1323-1319年）下のもの

リチャード・パーキンソンとルートヴィヒ・D・モレンツは、古代エジプト文学——狭義のベル・レットル（純文学）として定義される——は中王国の第12王朝の初期になるまで文字としては残されなかったとしている。古王国のテクストは主に神への崇拝を維持したり、魂を来世で護ったり、または日常生活の実用的な記録を残したりするのに用いられた。娯楽や知的好奇心などの目的でテクストが書かれるようになるのは中王国以降であった。パーキンソンとモレンツはまた、中王国の筆記作品は、古王国時代の口承文学を書き起こしたものであったと推測している。口承詩の一部が後世の筆記により保存されたことが知られている——例えば、担架運びの歌が古王国の墓碑銘に書かれた韻文として残っている。
古文書学の方法（筆跡の研究）によりテクストの年代を決定することには、ヒエラティック書体の異なるスタイルの存在から来る困難がある。正書法（書記体系と記号の用法の研究）による年代決定にも、テクストの作者がある古い原型の特徴的なスタイルを模倣した可能性があるという問題がある。フィクションの記述では遠い歴史的な設定が用いられることが多く、同時代の設定を使用するというのは比較的最近になってからの現象であった。テクストの書かれた時代よりもジャンルや作者による選択の方がテクストの雰囲気により大きく関与しうるので、あるテクストの文体は、その創作年代の決定にはほとんど役に立たない。例えば、中王国の作者たちは虚構による知恵文学の設定を古王国の黄金時代にしたかもしれず（『カゲムニの教訓』、『宰相プタハヘテプの教訓』、および『ネフェルティの予言』の序文など）、また、険しい人生により似付かわしいエジプト第1中間期の動乱時代を舞台にしたフィクションを書いたかもしれない（『メリカラー王への教訓』、『雄弁な農夫』など）。他の虚構テクストはin illo tempore（特定不能な時代に）設定されており、通常は時代を問わぬ主題を取り扱っている。

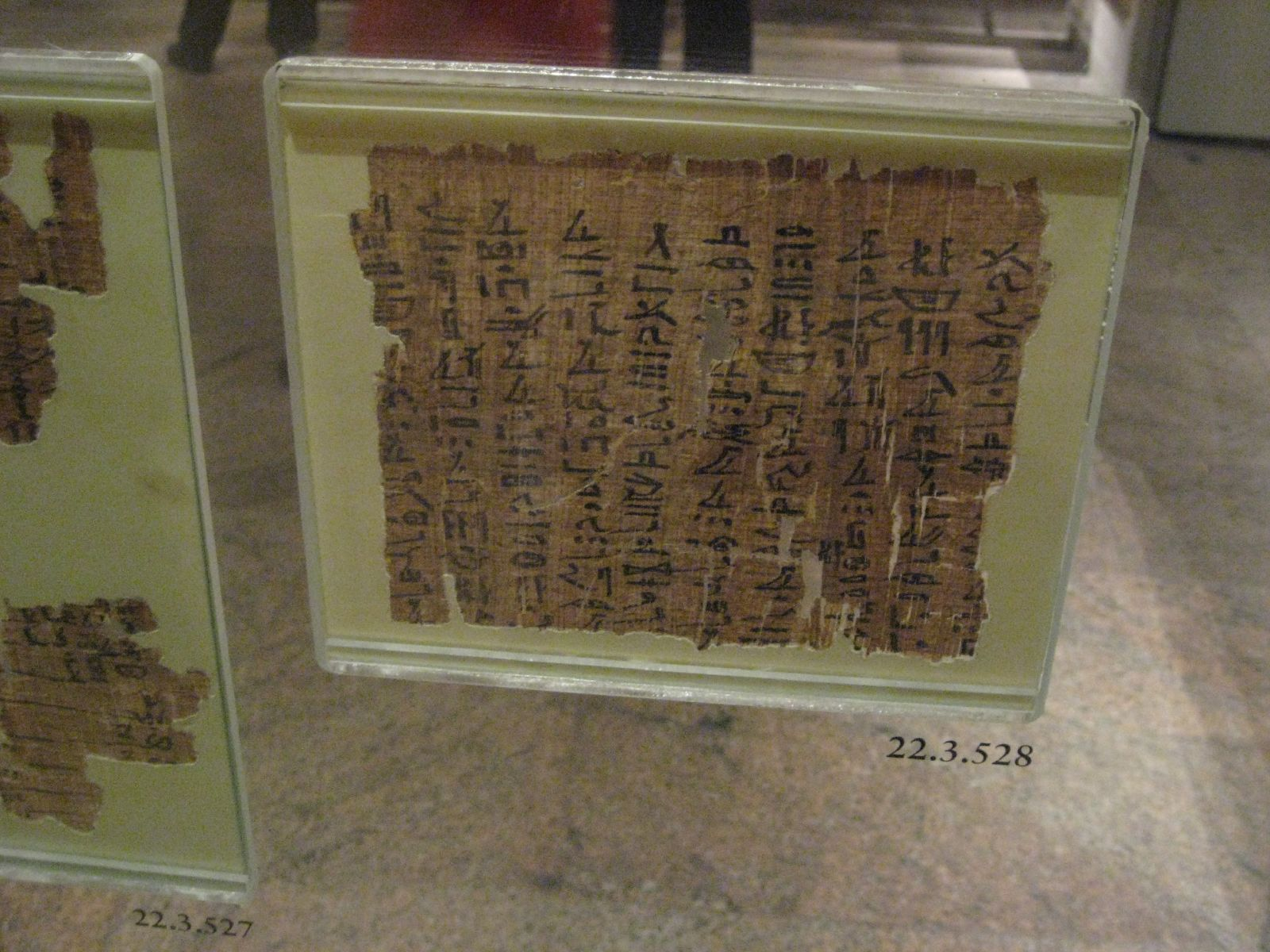
ヘカナクト・パピリ（ヘカナクトのパピルス群）、中王国の第11王朝時代のヒエラティックによる手紙の集成のうちの1枚

ほぼ全ての文学的テクストは偽名で書かれており、ファラオや大宰相といった歴史上の高名な男性に偽って帰せられることがしばしばあったとパーキンソンは書いている。歴史的人物を作者に擬すのは「教訓」および「ラメント・講話」という文学ジャンルのみにおいて見られ、「物語」といったジャンルのテクストが高名な歴史的人物に帰されることは決してなかった。エジプトの古典時代において「エジプトの書記官たちは、書記官たちの役割の歴史とテクストの『作者』に関する自分たち自身の見解を構築していた」が、古代エジプト末期においてはこの役割は神殿に属する宗教的エリートによって担われるようになった、とテートは主張している。
こうした匿名使用の規則にも若干の例外がある。ラムセス時代の教訓的テクストの一部では真の作者の名前が記されているが、こうしたケースは稀であり、地方に限定され、本流の作品の典型となることはなかった。私的な手紙や、時として手紙の模範文例を書いた者はオリジナルの作者が知られている。ある人物特有の筆跡により本人のものと特定することが可能な場合があったので、私的な手紙は裁判所で証拠として用いられることがあった。ファラオが受け取りもしくは書いた私的な手紙が王政を祝うためヒエログリフで石碑に刻まれることが時折あり、また石柱に刻まれた王の布告が一般に公開されることがしばしばあった。

## 文学のジャンルと主題
現代のエジプト学者はエジプトのテクストを例えば「ラメント／講話」や物語などといったジャンルへと分類している。古代エジプト人自身によって名付けられた唯一のものは「教訓」もしくは「セバイト」(sebayt)と呼ばれるジャンルのみである。パーキンソンは、作品の題名、書き出し、本文中に見出されるキーワードなどがその作品のジャンルの指標として用いられるべきであるとしている。「物語」ジャンルのみが散文形式を用いるが、物語ジャンルでも他のジャンル同様に韻文で書かれているものも多い。古代エジプトの韻文の大半は二行連形式で書かれていたが、三行連や四行連も時として用いられた。

### 教訓と教育

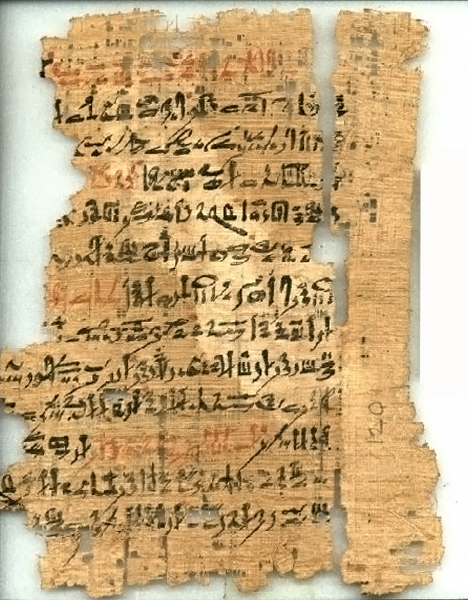
『愛国者の教訓』をヒエラティックで筆写した新王国時代のパピルス

「教訓」「教育」、及び「思索的講話」のジャンルは、古代オリエントに見出される知恵文学という、より大きな作品群の一部と分類しうる。このジャンルは教訓的な性質を持ち、中王国の書記官の教育シラバスの一部となっていたのではないかと考えられている。しかし、教育的テクストはしばしば教えるだけでなく楽しませることもできる物語的要素をも組み込んでいた。教育的テクストは書記官の教育よりもむしろイデオロギー的な目的を主眼に置いて作られたものであるとパーキンソンは主張している。中王国時代の『アメンエムハト一世の教訓』では暗殺されたファラオアメンエムハト1世が神となって姿を現し、冒頭で息子のセンウセレト1世に「私がお前に言うことに耳を傾けよ」と宣告して教訓が語られる。教訓文学は、このような作品冒頭の表題によって比較的明確に分類することが可能である。『アメンエムハト一世の教訓』では、父王アメンエムハトが暗殺されたようすを詳細に記したうえで新王となる息子への忠告が語られる。アドルフ・エルマンは、アメンエムハト1世が息子たちに与えたという虚構的教訓は「〔……〕学校の哲学の境界を遥かに超えており、自身の子供たちに王に忠実であれと強く警告するという内容は学校と何の関係もない。」としている。『アメンエムハト一世の教訓』は、文学のスタイルをとりながらもセンウセレト1世の王位の正統性を理解させることが意図されている。
いっぽう『雄弁な農夫』のような作品で具体化される物語文学が、社会とそこで受け入れられたイデオロギーに立ち向かう一人の英雄を強調することも多いのに対し、教育的テクストは社会のドグマに従う必要性が強調されるのである。
教育的テクストに見出されるキーワードに「知る」(rh)と「教える」(sba.yt)がある。これらのテクストは通例、「Yのために作られたXの教訓」という定式的な題名の構造を採用しており、ここで「X」は大宰相やファラオといった権威ある人物の名前が入り、息子（たち）に道徳的な指導を与えるという形を取ることがある。テクストの中には、受け手に触れる際に単数形と複数形が切り替わるものもあるので、こうした教育が何人の虚構上の受け手を対象としているのかを定めるのは難しい場合がある。
「教育」ジャンルの作品には『宰相プタハヘテプの教訓』、『カゲムニの教訓』、『メリカラー王への教訓』、『アメンエムハト一世の教訓』、『ハルドジェデフの教訓』、『愛国者の教訓』、『アメンエムオペトの教訓』などがある。中王国時代のもので現存している教育的テクストはパピルスに書かれたものであった。オストラコンに書かれた教育的テクストは現存していない。教育的テクスト（『プタハヘテプ』）の生徒による写しが書かれた木製の筆記板で最も古いものは第18王朝のものである。『プタハヘテプ』と『カゲムニ』は中王国の第12王朝期に書かれたプリス・パピルスから発見された。『愛国者の教訓』の完全に揃ったものは新王国時代の写本しか現存していないが、前半部分は中王国の第12王朝の役人セヘテピブレを記念する伝記の石柱上に完全な形で残っている。『メリカラー』、『アメンエムハト』、『ハルドジェデフ』は中王国時代の作品であるが、後の新王国の写本としてしか残存していない。『アメンエムオペト』は新王国時代に集成されたものである。

### 物語

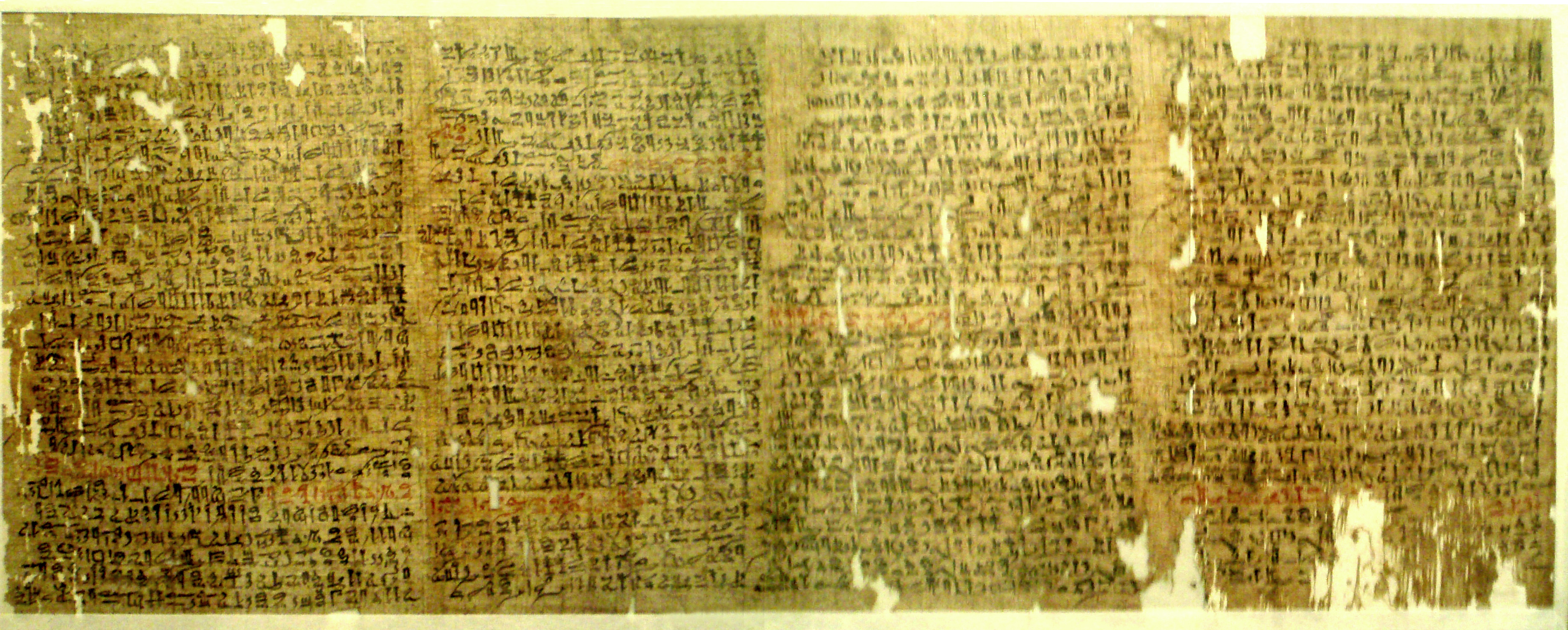
「ウェストカー・パピルス」。第15王朝から第17王朝の間にヒエラティックで筆記されたものであるが、中王国の第12王朝時代に創作されたと見られる『クフ王王宮の物語』を含んでいる

「物語」ジャンルは中王国と中エジプト語の残存する文学の中では恐らく最も少ないものである。新エジプト語の文学では、「物語」ジャンルは新王国のラムセス時代から古代エジプト末期にかけての残存する文学的作品の大多数を占めている。
中王国の主要な物語作品には『クフ王王宮の物語』、『ネフェルカラー王とサセネット将軍』、『雄弁な農夫』、『シヌヘの物語』、『難破した水夫の物語』、などがある。新王国の物語には『アペピとセケネンラーの争い』『ヨッパの占領』、『運の尽きた王子の物語』、『二人兄弟の物語』、『ウェンアモンの報告』などがある。紀元前1千年紀にデモティックで書かれた物語には、飢饉碑文の物語（古王国の設定になっているが、プトレマイオス朝時代に書かれたものである）やプトレマイオス朝時代やアエギュプトゥス時代の短篇物語群などがあり、後者は第19王朝のカエムワセトや第1次ペルシア支配の時代のイナロスⅡ世のような高名な歴史的人物を虚構の、伝説的ヒーローに仕立て上げている。これは、新エジプト語で書かれた物語の多くが神を主人公とし神話的世界を設定として選んでいたのとは対照的である。

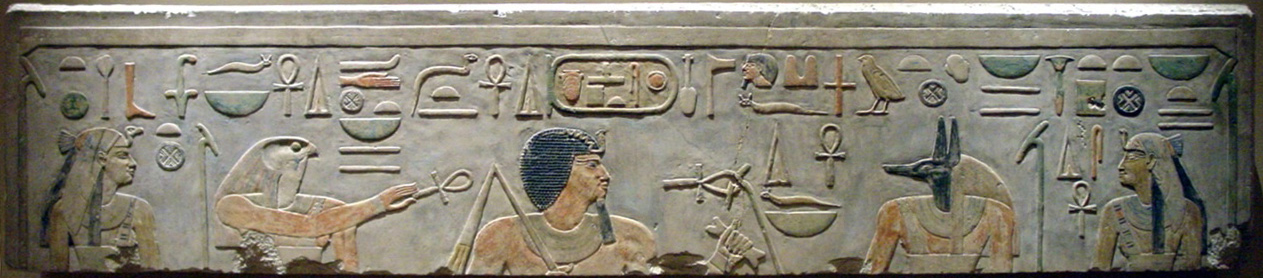
神々と共にあるアメンエムハト1世を描いたレリーフ。アメンエムハト1世の死は『シヌヘの物語』においてセンウセレト1世により報告されている

パーキンソンは物語ジャンルを「〔……〕追悼目的でなく、実用文書でもないフィクションの物語」で、通常は「物語る」(sdd)というキーワードを用いるものとして定義している。物語はしばしば他の文学ジャンルの要素を取り込むので、最も制限の緩いジャンルであるとパーキンソンは説明している。例えば、モレンツは『シヌヘの物語』の異国の冒険譚の冒頭部を、葬礼の記念石柱に見られる典型的な「自伝」をパロディ化した「葬礼の自己提示」であると記述している。この自伝はアメンエムハト1世の治世下で制度が開始された特使のためのものである。『シヌヘの物語』冒頭でアメンエムハト1世の共同摂政にして後継者であった息子センウセレト1世（治世：紀元前1971-1926年）により軍へともたらされたアメンエムハトの死の報せは「優れたプロパガンダ」であるとシンプソンは述べている。モレンツは『難破した水夫の物語』を遠征の報告と紀行文形式の神話であるとしている。シンプソンは『難破した水夫の物語』で用いられている劇中劇の文学的装置が「〔……〕物語による採石報告の最古の例」を提供し得ると述べている。魔法の砂漠の島という設定や、言葉を話す蛇といったキャラクターが登場するなど、『難破した水夫の物語』は童話としても分類されうる。『シヌヘの物語』、『ヨッパの占領』、『運の尽きた王子の物語』などのような物語が国外でのエジプト人の架空の描写を含む一方で、『ウェンアモンの報告』はラムセス11世の治世下に造船用のレバノンスギを手に入れるためフェニキアのビブロスへと旅したエジプト人の実話に基づいている可能性が高い。『ウェンアモンの報告』は、パピルスに記されたユニークで質の高い物語として知られており、プロットの展開も速く、性格描写も巧妙で、新王国時代のエジプト世界を活写している。
物語ジャンルの作品はほとんどの場合パピルスから発見されるが、部分的もしくは時として完全なテクストがオストラコンから発見されることもある。例えば、『シヌヘの物語』は第12王朝から第13王朝にかけて作成された5つのパピルスから発見された。このテクストは後の第19王朝から第20王朝にかけて夥しい回数オストラコンに筆写され、その中には1つのオストラコンの両面に全編が収められているものもある。
以上のことから、『シヌヘの物語』は古代エジプト人にあっては、時代を超えた古典として読み継がれてきた物語文学であることがわかる。主人公シヌヘによるエジプト脱出劇のなかに登場する次の科白は、古代エジプト文学のなかでも名文のひとつとして目されることがある。

### ラメント、講話、対話、預言
中王国の「預言的テクスト」のジャンルは「ラメント」（嘆き）、「講話」、「対話」、「啓示文学」などとしても知られ、『イプエルの訓戒』、『ネフェルティの予言』、『生活に疲れた者の魂との対話』のような作品が含まれる。古王国にはこのジャンルの先例はなく、また新王国で新たに作成された例も知られていない。しかしながら、『ネフェルティの予言』のような作品は新王国のラムセス時代に頻繁に筆写されており、この中王国のジャンルは正典化されたが継続はされなかった。エジプトの預言文学はギリシアのプトレマイオス朝およびローマの属州時代のエジプトにおいて、『デモティックの年代記』、『羊の神託』、『陶工の神託』、およびネクタネボ2世（治世：紀元前360-343年）を主人公として焦点を当てた2つの預言的テクストなどで復活を見た。「教訓」テクストと共に、こうした思索的講話（キーワードは mdt）は古代中東の知恵文学の一部と分類される。

鳥の姿をした、エジプト人の魂の構成要素の1つであるバー。中王国の講話文『生活に疲れた者の魂との対話』に現れる

中王国のテクストにおいて共通するテーマには厭世観、社会と宗教の変化の記述、国全土の大きな混乱などがあり、これらは統語論的に「昔は……今は……」という定型的な韻文の形を取る。これらのテクストは「ラメント」と称されるのが普通であるが、『ネフェルティの予言』はこのモデルから逸脱し、困難な世界状況に前向きな解決を与えている。『ネフェルティ』は第18王朝以降の写ししか残存していないが、その明らかに政治的な内容から、もともとはアメンエムハト1世の治世下もしくはそのすぐ後に書かれたものであろうとパーキンソンは主張している。シンプソンはこれを、アメンエムハト1世が第11王朝のメンチュヘテプ4世から王位を簒奪して創設した第12王朝の「〔……〕新体制を支持するよう意図されたあからさまな政治的パンフレット」であると呼んでいる。この物語調の講話において、第4王朝のスネフェル（治世：紀元前2613-2589年）は賢人・講師・神官であるネフェルティを王宮に召喚する。ネフェルティは国が混乱の時代——エジプト第1中間期を仄めかしている——に突入するが、正義の王「アメニ」によってかつての繁栄を取り戻すであろうという預言をして王を楽しませる。古代エジプト人は「アメニ」の名をすぐにアメンエムハト1世であると理解したであろう。動乱の世が救世主たる王により黄金時代へと変わるという同様のモデルは『羊』や『陶工』などでも採られているが、ローマによる支配下にあった受け手にとって、救世主はまだ訪れていない存在であった。
『イプウェルの忠告』は第12王朝時代に書かれたものであるが、第19王朝のパピルスとしてしか残存していない。一方で、『生活に疲れた者の魂との対話』は第12王朝のオリジナルのパピルス（パピルス・ベルリン3024）が発見されている。これら2つのテクストは他の講話と文体、口調、主題などの面では似通っているが、対話のやりとりにおいて架空の聴衆に非常に活発な役割が与えられているという点で他から際立っている。『イプウェル』では、賢者が名前のない王とその従者に語りかけ、国の悲惨な状態を描写し、それは王が王に相応わいい美徳を保てていないからであると非難する。これは王たちへの警告とも受け取れるし、また以前の混乱していたとされる時代と対比させることで現在の王朝を正当化したものとも受け取れる。『魂との対話』では、男が自分の「バー」（エジプト人の魂の構成要素）と、絶望のうちに生き続けるべきか、それとも悲惨から逃れるために死を求めるべきかをめぐり交した会話を聴衆に物語る。

### 詩、歌、讃歌、来世のテクスト

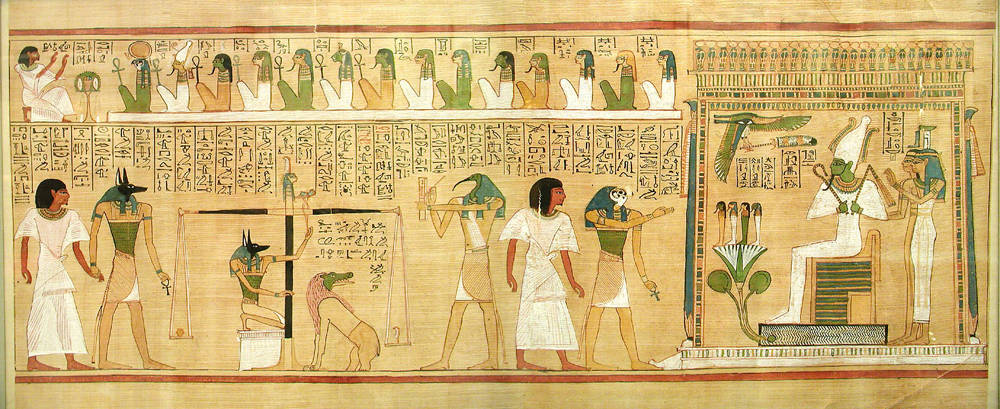
フネフェル（第19王朝）の『死者の書』のこのヴィネットは、彼の心臓と真実の羽の重さが比べられる場面を表している。もし心臓が羽よりも軽ければ、来世に行くことが許される。さもなくば、心臓はアメミットに呑み込まれてしまう。

葬礼用の平板石碑が最初に作られたのは古王国の初期であった。通常はマスタバから発見され、死者の名前、（あれば）公的な称号、祈りの言葉を含む銘とレリーフが組み合わされている。
葬礼の詩は死んだ王の魂を保護するものだと考えられていた。ピラミッド・テクストは詩的な韻文を含む宗教的文学の現存する最古のものである。こうしたテクストが墓やピラミッドに現れるようになったのはウナスの治世下（紀元前2375-2345年）になってからで、ウナスはウナス王のピラミッドをサッカラに建造させた。ピラミッド・テクストは来世での王の魂を保護し育むことを主要な目的としていた。この目的には、来世において王だけでなくその家臣たちをも保護することが含まれるようになった。当初のピラミッド・テクストから進化して、さまざまなテクストの伝統が生まれた——中王国のコフィン・テクストや、新王国時代から古代エジプト文明の終わりまでパピルスに書かれ続けたいわゆる『死者の書』、『ラーの連祷』、『アムドゥアト』などである。
詩はまた王政を祝うためにも書かれた。カルナック神殿のアメン＝ラーの地に第18王朝のトトメス3世（治世：紀元前1479-1425年）が建立した自身の軍事的勝利を記念する石碑では、神々がトトメスを詩的韻文で祝福し、敵に対する勝利を保証している。石碑に加え、生徒が使った木の筆記板からも詩が発見されている。王の称賛の他、さまざまな神々や、ナイル川を称える詩「ナイル川讃歌」なども書かれた。

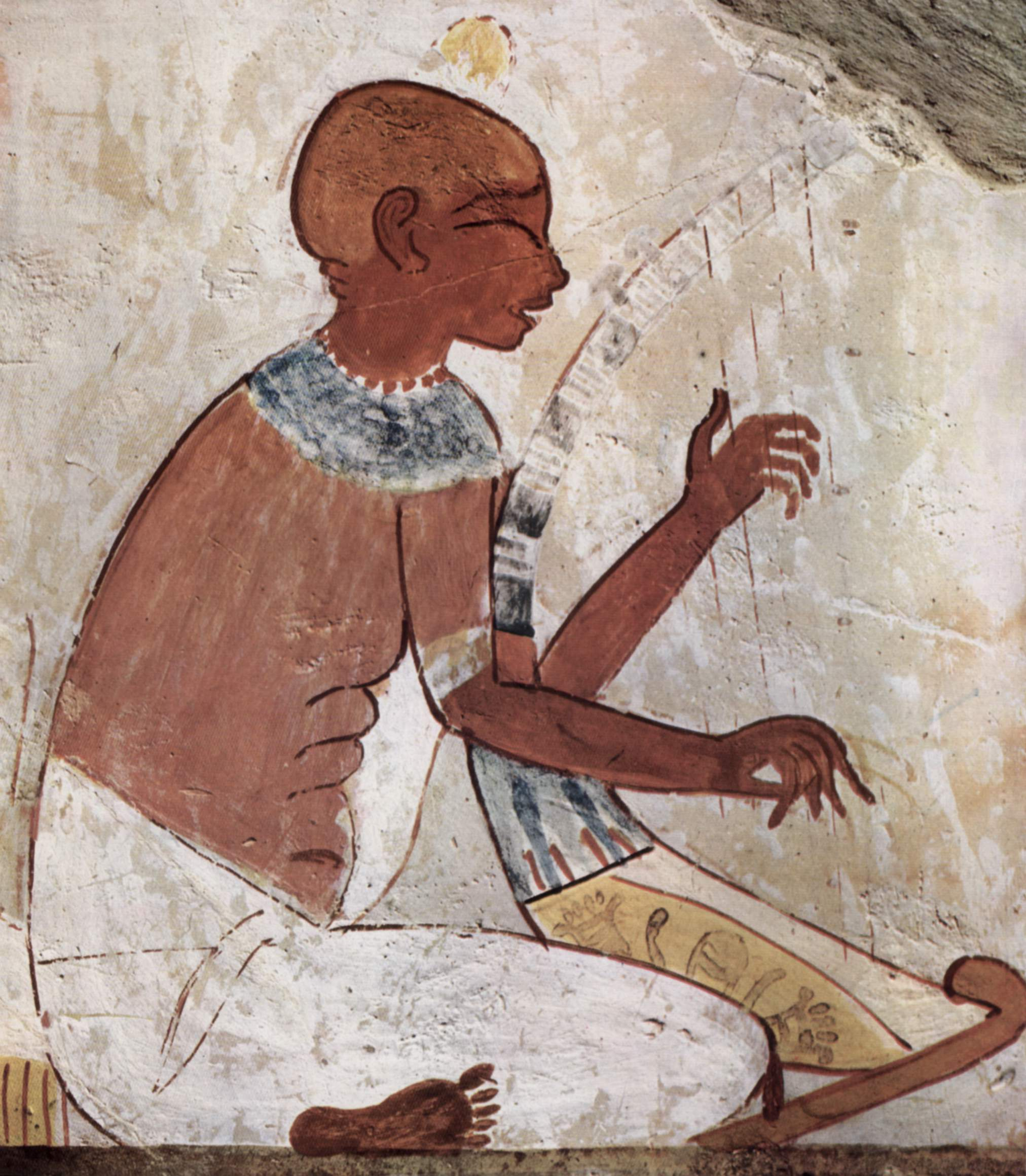
盲目のハープ奏者。紀元前15世紀、第18王朝の壁画より

現存する古王国の讃歌や歌の中には、神の神殿でその神に朝の挨拶をする讃歌が含まれている。センウセレト3世（治世：紀元前1878-1839）に捧げられた中王国の一連の歌がエル・ラフンで発見されている。こうした歌がメンフィスでファラオに挨拶するのに用いられたものであるとエルマンは考察している一方、シンプソンはこれらは宗教的な性質のものであるが、宗教的な歌と世俗的な歌の間にはさほどはっきりした区別はなかったのであろうとしている。中王国の墓石および新王国のパピルス・ハリス500から発見された歌詞『ハープ弾きの歌』は公式な宴会で晩餐の客のために演奏するためのものであった。
アメンホテプ4世（アクエンアテン、治世：紀元前1353-1336年）の時代には、その治世下で独占的な庇護を与えられていた太陽円盤の神アテンに向けて書かれたアテン讃歌が書かれた。この讃歌はアイの墓を含むアマルナの墓群に残存していた。次に掲げるのは、アテン讃歌のなかの一節である。
シンプソンはこの作品の言い回しや一連の発想を旧約聖書の詩篇104のものと比較している。
デモティックで書かれた詩的な讃歌はただ1篇しか現存していない。しかしながら、ヒエログリフで神殿の壁に書かれた新エジプト語の宗教的讃歌は多数が現存している。
新王国より前に書かれたエジプトの恋愛詩は現存しておらず、新王国のものは新エジプト語で書かれているが、それより前の時代にも存在はしていたであろうと推測されている。エルマンはエジプトの恋愛詩を旧約聖書の雅歌と比較し、恋人たちが互いを呼ぶのに「妹」「兄」という言葉を使っていることを引証している。また、古代エジプト文学における詩には、エジプトの神々はほとんど登場しないが、恋愛詩においてはしばしば、恋の相手が互いにかわす詩のなかで神の地位を得ることがある。チェスター・ビティー第1パピルスには、恋する男女がその恋情を互いに歌い上げた詩が記されているが、そのうちの男性が女性を詠んだ詩には次のような一節がある。
ここで、彼女はおおいぬ座のシリウスに喩えられ、古代エジプト人はこの星をイシス神の現れとしてみていた。

### 私的な手紙、模範文例、書簡文学

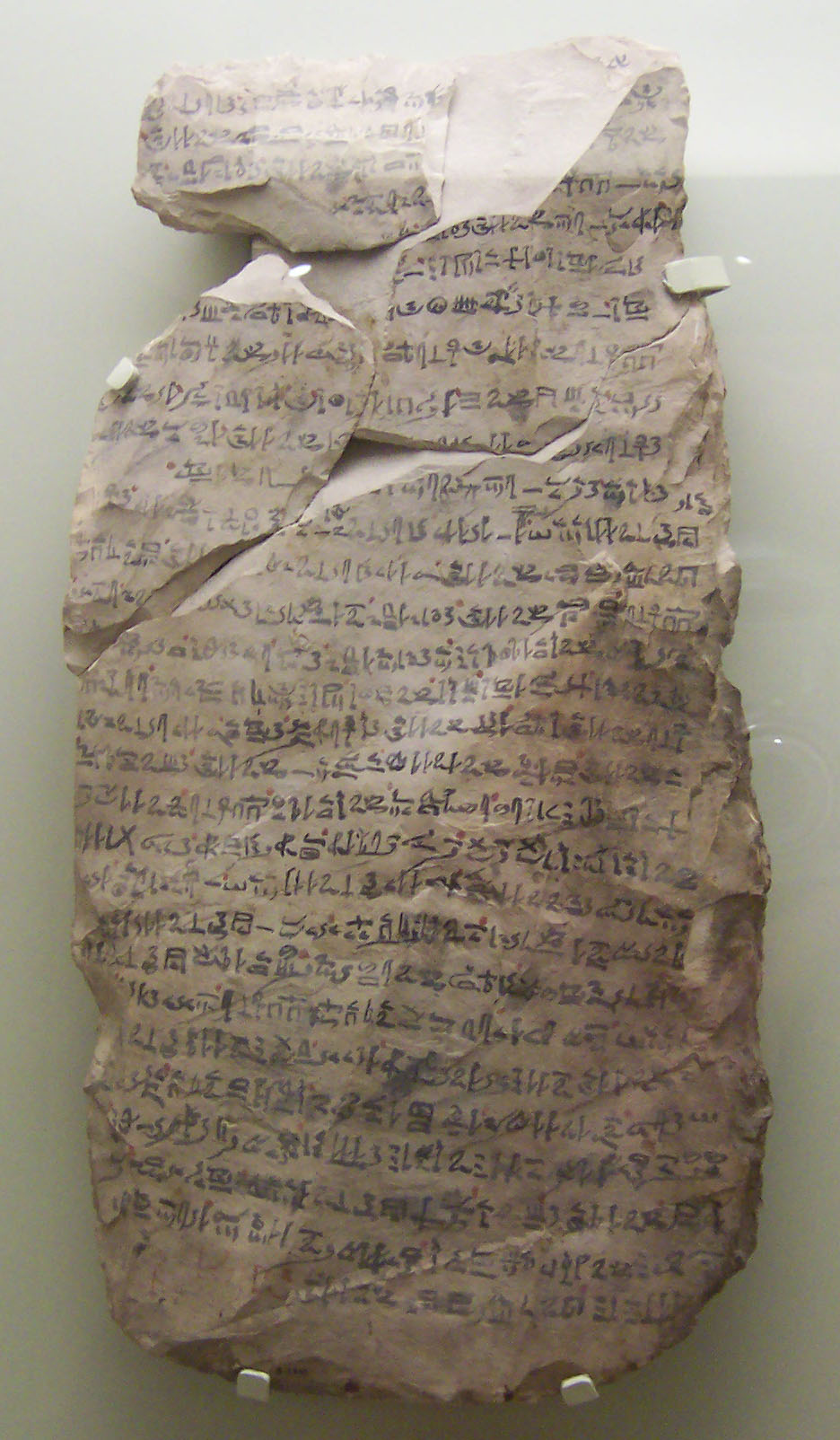
石灰岩のオストラコンに書かれたヒエラティック。古代エジプトの生徒が練習として書いたものである。この生徒は大宰相カイ（ラムセス2世の治世下で活動）による4通の手紙を筆写している。

古代エジプトの手紙の模範文例と書簡文学とは同じ1つの文学ジャンルに分類される。長距離の手紙には泥の封印をしたパピルスの巻物が使われた一方、近所に送る内密のものでない短い手紙にはオストラコンがしばしば用いられた。王家や役人の通信のための、もともとはヒエラティックで書かれていた手紙は、時折ヒエログリフで石に刻まれるという高貴な扱いを受けることがあった。生徒たちにより木の筆記板に書かれたさまざまなテクストの中には手紙の模範文例も含まれる。教師や家族によるものを含む私的な手紙が、筆写するための模範文例として用いられることがあった。しかしながら、こうした文例が教育的な写本に取り上げられることはほとんどなく、代わりに数々の写本に見出される架空の手紙が採用されていた。こうした手紙の模範文例で一般的であった定型句は「役人Aが書記官Bに述べる」というものであった。
知られている最も古いパピルスの手紙は第5王朝のジェドカラー・イセシの治世（紀元前2414-2375年）のものとされる葬祭殿で発見された。第6王朝時代のものとされるより多くの手紙があり、この時代に書簡文学というサブジャンルが始まった。第11王朝時代のものとされる教育的テクスト『ケミトの書』には、書簡用の挨拶文リスト、手紙形式の結びを持つ物語、追悼の伝記に適した用語集が収められている。中王国時代初期の他の手紙でも『ケミトの書』に類似した書簡の定型文が用いられていたことが発見されている。第11王朝時代のものとされる、豪農によって書かれたヘカナクト・パピリには古代エジプトで書かれた知られている限り最も長い私的な手紙のいくつかが収められている。
中王国時代後期には書簡の定型文のより一層の標準化が見られ、アメンエムハト3世の治世下（紀元前1860-1814年）にヌビアのセムナ要塞に送られた公式文書から取られた一連の模範文例はその例である。書簡文学は新王国の3つの王朝全てを通じて書かれていた。死者に宛てた手紙は古王国の時代から書かれていたが、書簡形式での神への嘆願の手紙が書かれるようになったのはラムセス時代からで、これはペルシア支配下のエジプトおよびプトレマイオス朝時代には非常にポピュラーとなった
第19王朝時代に書かれた第1アナスタシ・パピルスの「風刺的手紙」は、生徒たちにより数多くのオストラコンに筆写された教育・教訓的テクストであった。ウェンテはこの書簡作品の内容が「〔……〕今世と来世の願いを添えた適切な挨拶、修辞的な文章構成、知恵文学における格言の解釈、工学的問題及び軍隊への補給の計算への数学の応用、西アジアの地理」に亘り、非常に汎用性なものであったと述べている。さらにウェンテはまたこの書簡を、場所・職業・事物の単調で機械的な学習をせぬように勧める「論争的な論文」とも呼んでいる。例えば、西アジアの地名だけを知るのではなく、その地誌やルートの重要な詳細も知らねばならないとしている。また教育効果を高めるため、皮肉や風刺が用いられている。
第20王朝はしばしば「ラムセス朝」と称されるが、紀元前11世紀の前半に父ジェフウティメスと息子プウテハアメンとのあいだで交わされた往復書簡となったパピルス約40通が遺存している。この親子の書簡は「後期ラムセス朝書簡」と呼ばれており、家族を思う気持ちや生活に根づいた神々への信仰が綴られていることで知られている。

### 伝記・自伝的テクスト
キャサリン・パークは、最古の「追悼の銘」は古代エジプトの、紀元前3千年紀のものであると書いている。パークによれば、「古代エジプトでは、ファラオの生涯を定式的に報告することにより王権の連続性を称賛していた。通常は第一人称で書かれていたが、こうした声明は公的で一般的な表彰の言葉であり、個人的な言辞ではなかった。」 これらの古代の碑文と同様に、人間の「〔……〕死に対する生の衝動を祝い、記念し、永遠性を与えたい」という強い欲望が今日書かれる伝記の目的でもあるとパークは付け加えている。

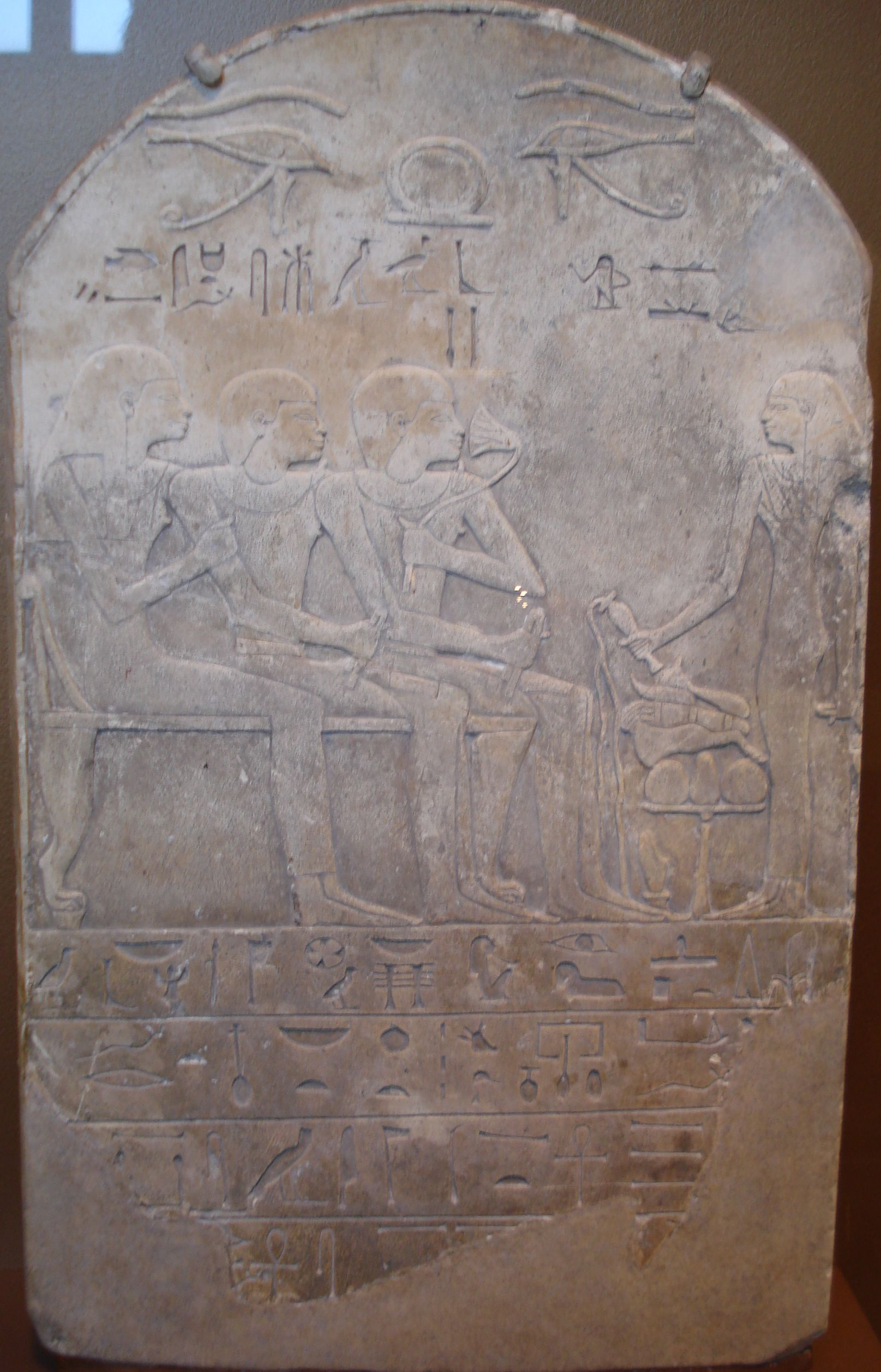
バーという男の葬礼の石碑。着座し、献酒を受けながら神聖なハスを嗅いでいるのがバー。バーの息子のメスと妻のイニも着座している。献酒を行っている男の身元は特定されていない。石碑は新王国の第18王朝のものとされている。

オリヴィエ・ペルデュは、古代エジプトには伝記は存在せず、追悼文は自伝的なものと考えられるべきだとしている。エドワード・L・グリーンシュタインはペルデュの用語法には賛同せず、古代世界には現代的な意味での「自伝」は存在しておらず、古代世界の「自伝的」テクストは現代の自伝とは区別されねばならないと述べている。いずれにせよ、ペルデュもグリーンシュタインも、古代オリエントの自伝は今日の自伝の概念と同一視してはならないと断言している。
ジェニファー・クーストはヘブライ語聖書の『コヘレトの言葉』を巡る議論において、古代世界に真の意味での伝記もしくは自伝が存在していたか否かについては学者の間に確かなコンセンサスは存在しないと説明している。この理論に対する主要な学術的議論の1つに、個人という概念がヨーロッパのルネサンスになるまで存在していなかったというものがあり、クーストは「〔……〕よって、自伝はヨーロッパ文明の産物なのである——アウグスティヌスがルソーを生み、ルソーがヘンリー・アダムスを生み、などなど。」と書いている。クーストは、古代エジプトの追悼的な葬礼テクストにおける第一人称の「私」は、作者とされている人物が既に死んでいるのである以上、文字通りに受け取られるべきではないと断言している。葬礼のテクストは自伝的なものではなく伝記的なものと考えねばならない。こうしたテクストは死者の来世での旅の経験までをも記述しているのが常であったので、「伝記」という言葉を用いることにも問題があるとクーストは警告している。
第3王朝後期の役人の葬礼石碑を嚆矢に、死者の肩書の隣に若干の伝記的事項が書き加えられるようになった。しかしながら、政府高官の生涯と経歴の物語が刻まれるようになるのは第6王朝以降であった。中王国には墓に書かれる伝記はより詳細なものとなり、死者の家族の情報も書かれるようになった。自伝的テクストの圧倒的多数は書記官の官僚に捧げられたものであったが、新王国時代には武官や兵士たちにも若干が向けられるようになった。末期王朝時代には自伝的テクストは、人生で成功するために、正しく行動することよりも神々からの助けを求めることにより重点を置くようになる。初期の自伝的テクストが成功した生涯を祝うことに専念していたのに対し、末期王朝時代のものには古代ギリシアのエピタフと同様に早すぎる死を悼む文章が含まれる。

### 布告、年代記、王のリスト、歴史

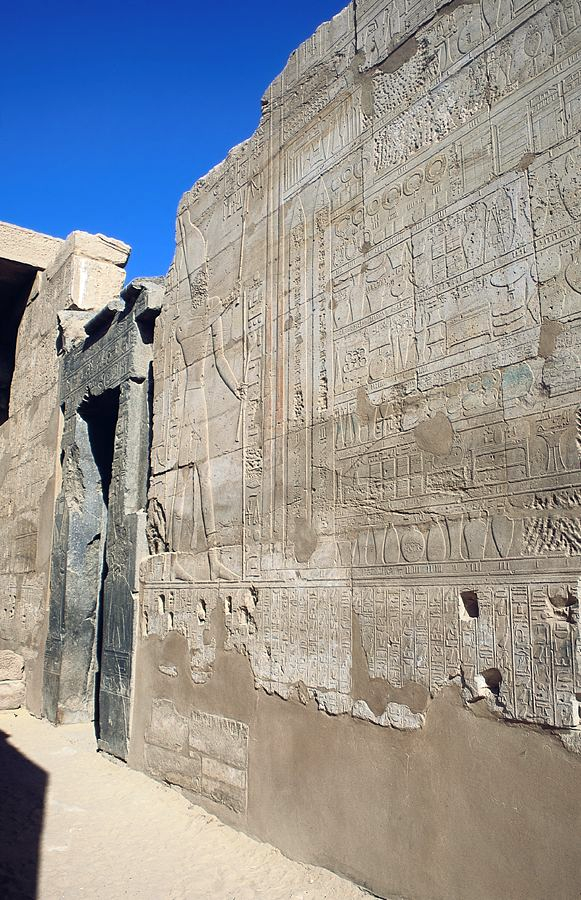
トトメス3世の年代記。カルナック神殿にて

現代の歴史家たちは、伝記的（もしくは自伝的）テクストの一部は重要な歴史的史料であると考えている。例えば、トトメス3世の治世下で建設された神殿型貴族墓にある軍の将軍たちの伝記的石碑はシリアとパレスチナでの戦争について現在知られている情報の多くをもたらしている。また一方、トトメス3世の治世下に作られたさまざまな建造物（カルナック神殿のものなど）の壁に彫られたトトメス3世の年代記も、これらの戦役に関する情報を今日に伝えている。『トトメス3世年代記』はカルナックのアメン神殿においては第6塔門と至聖所のあいだの、みずから増築した部分の壁に記されている。年代記には、出来事がいつ起こったことであるかを明示しながらも、ファラオの姿を雄々しく描写するなど文学的な諸要素もみられる。ヒッタイトとのカデシュの戦いを伝えるラムセス2世（治世：紀元前1279-1213年）の年代記は、エジプト文学において初めて、従来の、記念または伝承を目的とした詩とは異なる物語的な叙事詩を含んでいた。
第5王朝のパレルモ石などのような簡潔な年代記に見出される古代の王のリストもエジプト史を調査する上で有用な史料である。これらの文書は同時代のファラオによる支配権の主張を正当化するものであった。古代エジプトの歴史を通じ、王の布告は統治するファラオの事績を物語っていた。例えば、第25王朝の創始者であるヌビアのファラオピイ（治世：紀元前752-721年）は、古典的な中エジプト語で並外れた陰影と鮮明な想像力を以てその軍事作戦の成功を記述した石碑を建てさせた。
ギリシア名「マネト」で知られるエジプトの歴史家（紀元前3世紀頃）が、エジプトの包括的な歴史を編纂した最初の人物であった。マネトはプトレマイオス2世の治世下（紀元前283-246年）に活動し、ヘロドトス（紀元前484年頃-425年頃)の『歴史』を主要な着想源としてギリシア語でエジプトの歴史を書いた。しかしながら、マネトの仕事の主要な情報源は以前のエジプト諸王朝の王の列伝であった。

### 墓と神殿の落書き

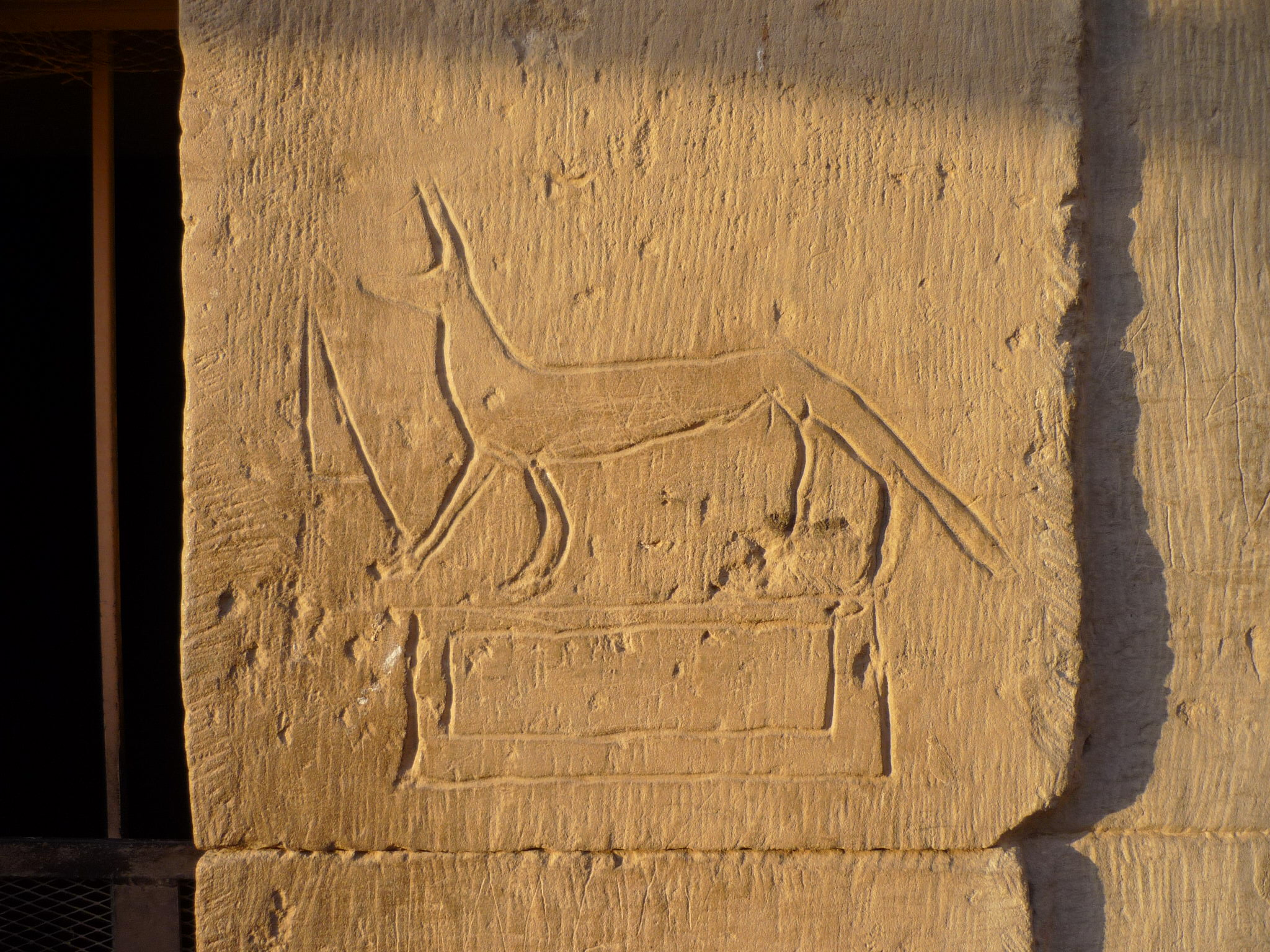
プトレマイオス朝時代に建造されたコム・オンボ神殿の壁にある芸術的な犬の落書き

フィッシャー＝エルフェルトは古代エジプトの落書きを1つの文学的ジャンルであるとしている。新王国時代に古い遺跡へと旅した書記官たちは、神聖な葬祭殿やピラミッドの壁に、記念として落書きのメッセージを残すことがしばしばあった。現代の学者たちはこうした書記官たちは単なる観光客ではなく、神聖な遺跡を訪れる巡礼であり、そこでは廃れた崇拝施設が神々との交信に用いられ得たのだと考えている。センエンムウトの墓（TT71）で発見された教育的なオストラコンから、定式的な落書きが書記官の学校で練習されていた証拠が発見されている。ハトシェプスト女王葬祭殿にあるトトメス3世の葬祭殿に残された落書きのメッセージでは、『宰相プタハヘテプの教訓』の格言を改変したものが、神殿の壁に書かれていた祈りに組み込まれている。書記官たちは他人の落書きと自分のものとが区別できるよう、離して描くのが普通であった。これは書記官同士の競争へと至り、時には職業上の先輩も含む他の書記官によって彫られた落書きの質を貶めることもあった。

## 遺産、翻訳、解釈
紀元1世紀にコプト人がキリスト教に改宗すると、そのコプト正教会文学は王朝時代およびヘレニズム時代の文学的伝統とは切り離された。それでもなお、学者たちは古代エジプト文学が、恐らくは口承の形で、ギリシア文学とアラビア文学に影響を与えたであろうと推測している。物語『ヨッパの占領』で籠に隠れてヤッファに忍び込み街を攻略したエジプトの戦士たちと、ホメーロスの『イーリアス』でミケーネのギリシア人たちがトロイアの木馬に隠れてトロイアに潜入した話の間には平行するものがある。『ヨッパの占領』はまたアラビアの『千夜一夜物語』のアリババの物語とも比較される。『シンドバッド』は王朝時代の『難破した水夫の物語』から着想を得たものではないかと推測されている。エジプト文学の作品の一部は古代世界の学者たちによって注解された。例えば、ユダヤ人のローマ歴史家フラウィウス・ヨセフス（紀元37-100年頃）はマネトによる歴史的テクストを引用し注釈を加えた。

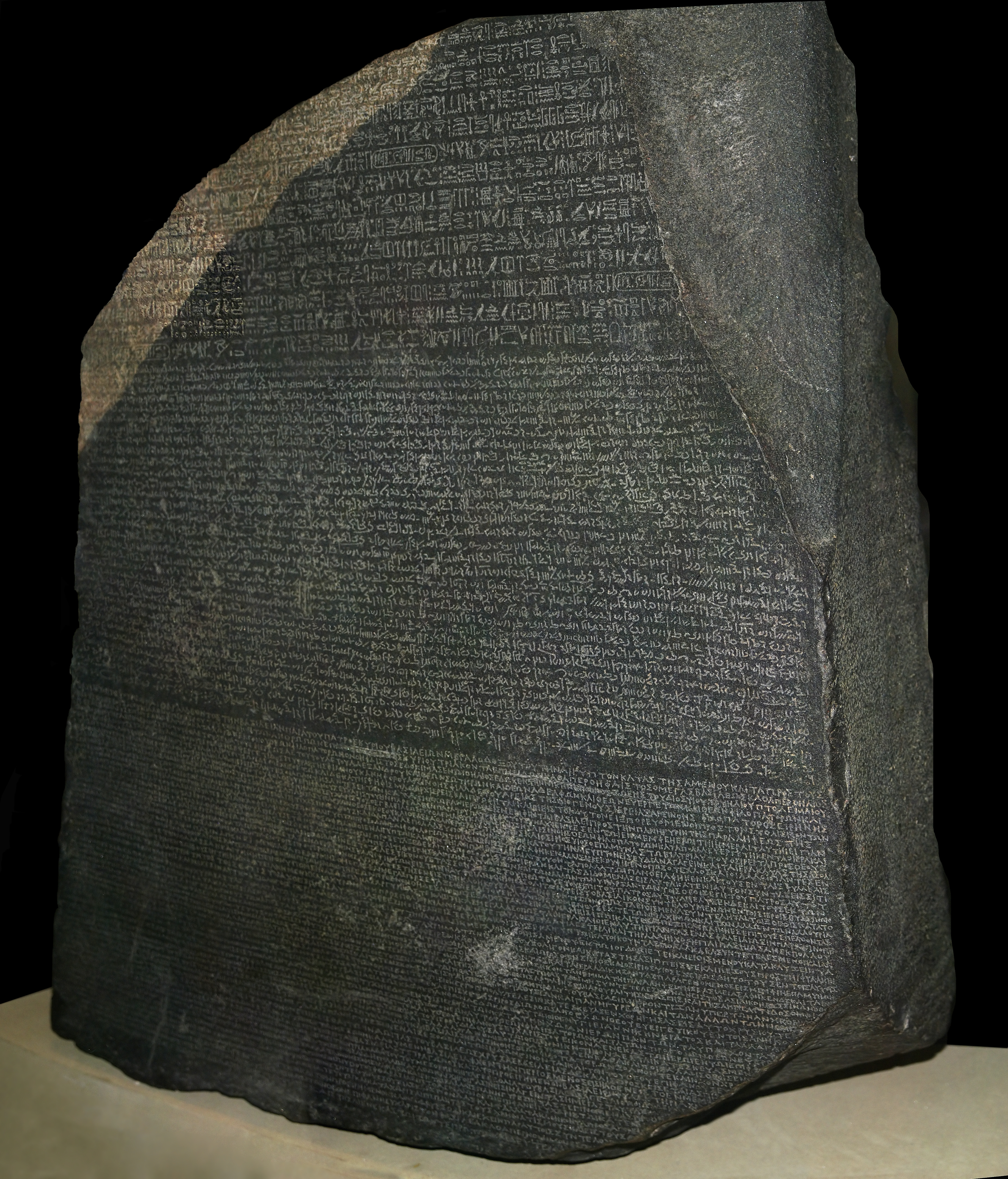
3種の文字で書かれたロゼッタ・ストーン。大英博物館蔵

現在知られている中で最も新しい古代エジプトのヒエログリフの碑文はフィラエ神殿で発見されたもので、テオドシウス1世治世下（紀元379-395年）、西暦394年のものである。紀元4世紀に、ギリシア化したエジプト人のホラポロは200近くものエジプトのヒエログリフの調査を集成し、その意味するところの解釈を示したが、ホラポロの理解は限られたもので、各ヒエログリフの音声的な用法には気付いていなかった。1415年にクリストフォロ・ブオンデルモンティがアンドロス島でこれを入手し、この調査は再び知られるようになった。アタナシウス・キルヒャー（1601-1680）はコプト語が古代エジプト語の直系の言語学的子孫であることに気付いた最初のヨーロッパ人であった。キルヒャーは『エジプトのオイディプス』において、象形的な推測に基づいたものではあったが、エジプトのヒエログリフの意味を解釈する西洋で初めての計画的な試みを行った。
1799年になり、エジプト・シリア戦役でナポレオンにより2言語3書記体系（エジプト語ヒエログリフ、デモティック、及びギリシア語）の銘があるロゼッタ・ストーンが発見されて初めて、近現代の学者は古代エジプト文学を読解できるようになった。1822年には、ジャン＝フランソワ・シャンポリオン（1790-1832）がロゼッタ・ストーンのヒエログリフを翻訳する最初の努力を行った。19世紀におけるエジプト文学翻訳の最初期の努力は聖書上の出来事を裏付ける試みとしてなされた。
1970年代以前では、古代エジプト文学は（現代文学の諸分野との類似点を有しているとはいえ）、古代の社会政治体制に影響されない独立した言説ではなかったというのが学界でのコンセンサスであった。しかしながら、1970年代以降、この理論に疑問を投げかける歴史家や文学研究者が増えている。1970年代以前の学者たちは古代エジプト文学の諸作品を古代社会の状況を正確に反映した有望な歴史的史料として取り扱っていたが、現在ではこのアプローチにも警鐘が鳴らされている。学者たちは個々の文学作品の研究に多角的な解釈学のアプローチを採ることが多くなりつつあり、様式や内容だけでなくその文化的・社会的・歴史的な文脈も考慮に入れられるようになった。個々の作品は、古代エジプト文学の言説の主要な特徴を再構築するためのケーススタディとして用いられうるのである。